# Униформа МПС СССР

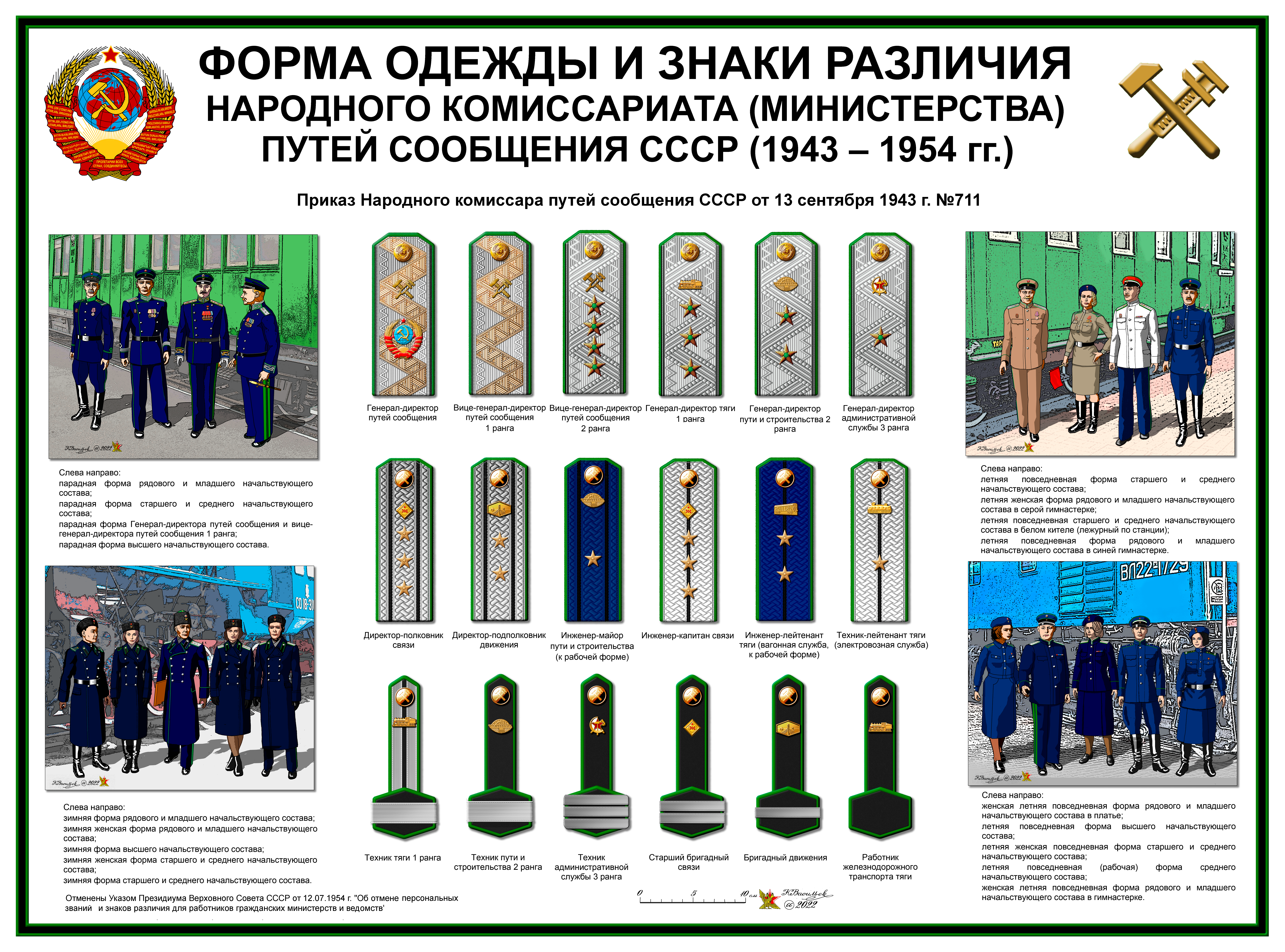
Форма одежды и знаки различия персональных званий личного состава железнодорожного транспорта по состоянию на 1943—1954 гг.

Униформа Министерства путей сообщения СССР — предметы форменной одежды и снаряжения сотрудников и служащих Министерства путей сообщения (ранее называвшегося Народным комиссариатом путей сообщения) СССР, промышленного железнодорожного транспорта (до 1943 г.), а также Правила ношения формы одежды в период с 1922 по 1991 г., установленные высшими правительственными органами для МПС СССР и структур, к нему относящихся.

## Униформа НКПС СССР образца 1926 года
В годы революции и гражданской войны до униформы железнодорожников руки у советского руководства не доходили — были дела поважнее, фронт заслонял собой тыл, да и средств у молодой республики не хватало на все прожекты, какими бы привлекательными они не представлялись.
Тем не менее, жизнь постепенно брала своё. Уже в 1922 году была установлена общая для всех железных дорог форменная одежда для проводников поездов беспересадочного сообщения. Поездная техническая бригада пассажирского поезда беспересадочного сообщения состояла из следующих лиц: начальника поезда, старшего проводника-истопника, проводников-истопников по три человека на каждые два вагона летом и по два человека на один вагон — зимой. В эту же бригаду входило два смазчика. Кондукторская бригада должна была обслуживать поезд в пределах дороги следования и состоять не более чем из трёх человек, а именно: главного кондуктора, старшего кондуктора и сигнального (заднего) кондуктора.
19 октября 1922 года Центральное управление железнодорожного транспорта НКПС СССР издаёт приказ № 7258 «О порядке содержания и обслуживания пассажирских поездов беспересадочного сообщения» четвёртый раздел которого озаглавлен «Обмундирование поездной технической бригады, обслуживающей пассажирский поезд беспересадочного сообщения».
Приказ предписывал начальникам поездов, проводникам-истопникам и смазчикам быть одетыми в форменные куртки и фуражки с синим кантом. Каждый проводник-истопник должен был иметь на куртке нагрудный знак с номером.
Форменная куртка (тужурка) начальника поезда должна была иметь на обшлагах рукавов и по воротнику тоненький серебряный кант, а в петлицах, на воротнике шифровку — инициалы дороги.
В 1923 г. вновь введена фуражка с красной тульей для начальников станций.

Эмблема (белого металла) на фуражку сотрудников НКПС до 1932 г.

Однако более-менее систематически к проблеме единой униформы в НКПС СССР подошли только в 1926 г. Приказом НКПС № 9035 «Об объявлении Правил снабжения форменным обмундированием» официально вводилась новая железнодорожная форма. В качестве одной из причин нововведения указывалась необходимость внести «ясность во взаимоотношения как работников транспорта с клиентами, так и между собой».
В состав формы железнодорожников в середине 1920-х гг. входили следующие предметы:
- Фуражка чёрного цвета, без кантов с широким лакированым фибровым козырьком; на околыше крепилась железнодорожная эмблема — перекрещённые топор и якорь белого металла, на верхней части околыша крепилась цветная лента, обозначавшая принадлежность к той или иной службе; летом на тулью надевался красный чехол; у начальников станций и дежурных по станции — тулья красного цвета.
- Тужурка суконная чёрного цвета (летняя — из чёрного или белого х/б), закрытая, однобортная на пяти белых пуговицах (на пуговицах — топор и якорь), с двумя нагрудными карманами, с отложным воротником с петлицами на углах воротника (как на красноармейских шинелях), для службы эксплуатации — тёмно-малинового цвета, для службы тяги — синего, на петлицах — шифровки с обозначением дороги. На левом рукаве располагались нашивки белого галуна.
- При исполнении служебных обязанностей работники железной дроги обязаны были носить бляхи белого металла с обозначением дороги с указанием названия дороги, должности и номера; так проводники поездных бригад на бляхе имели надпись «Проводник №__. Северная ж. д.».
- Пальто — чёрное, кожаное, двубортное на пяти пуговицах. На воротнике — нашивки как на тужурке.

Полный комплект униформы включал в себя: одну фуражку, две летние и одну зимнюю тужурку, одно пальто.
В 1930 г. форменная одежда железнодорожников претерпела некоторые изменения. Приказ НКПС СССР № 1689 от 5 августа 1930 г. отменял упомянутый выше Приказ того же ведомства № 9035 — 1926 года. Согласно новому Приказу, появилась тёмно-синяя окантовка петлиц и исчезла шифровка на петлицах с обозначением дороги.
В таком виде железнодорожная форма просуществовала до 1932 года.

## Железнодорожная форма 1930-х — 1940-х гг.
Введению форменного на железнодорожном транспорте предшествовало постановление ЦК ВКП(б) от 10 сентября 1930 года о снабжении всех железнодорожников связанных с движением поездов зимней спецодеждой. Была организована сеть стационарных закрытых распределителей и передвижных вагонов-лавок. Таким образом, на всех железных дорогах страны появились организации способные быстро обеспечить железнодорожников новой форменной одеждой. Хотя, если верить документам того времени, снабжение было далеко не идеальным. Так в проектах перестройки Ленинградского вокзала в Москве указывается на обязательное снабжение работников вокзала форменной одеждой, так как они работают непосредственно с пассажирами и должны «прилично» выглядеть.
С другой стороны, в начале 1930-х гг. усиливается общая тенденция к укреплению дисциплины и единоначалия во всех наркоматах, службах и ведомствах, в тех же ведомствах, где уже была введена военная или полувоенная форма уточняются и ужесточаются правила её ношения, а также упорядочиваются и унифицируются системы знаков различия, которые должны быть легко заметными и читаемыми в рамках единой системы категорий и должностей.
Происходят изменения и в самом ведомстве. Если до начала 30-х годов НКПС осуществлял управление как железнодорожными, так и безрельсовыми, и водными путями сообщения, то к 1932 году в его подчинении остались только железные дороги; все остальные объекты перешли в ведение специализированных наркоматов и управлений при Совнаркоме СССР. На Дальнем Востоке в 1931 г. была сформирована военизированная бригада Особого корпуса железнодорожных войск, оперативно подчинённая НКПС (в 1932 г. на железных дорогах Дальнего Востока был введён военный режим, распространённый впоследствии в той или иной степени и на другие регионы страны), а по всей стране на случай мобилизации и объявления войны — полевые органы управления НКПС и специализированные ремонтно-восстановительные подразделения, чей личный состав был приравнен по статусу к военнослужащим РККА, но в мирное время ничем не выделялся среди других железнодорожников. В состав всех железных дорог входили т. н. мобилизационные отделы, в той или иной степени подчинённые РККА, сотрудники которых не носили в мирное время военную форму.
В соответствии с директивами ЦК ВКП (б) НКПС СССР в начале 30-х гг. был усилен руководящими работниками промышленности, партийными руководителями, а также — ОГПУ и Рабкрина (новый нарком А. А. Андреев до назначения на указанный пост возглавлял Рабоче-крестьянскую инспекцию, специальный контрольный орган при СНК СССР), что также потребовало усиления единоначалия в ведомстве и укрепления внутренней дисциплины. Помимо указанных факторов немалую роль играла необходимость улучшения внешнего вида железнодорожников.

### Железнодорожная форма НКПС СССР образца 1932—1934 гг.

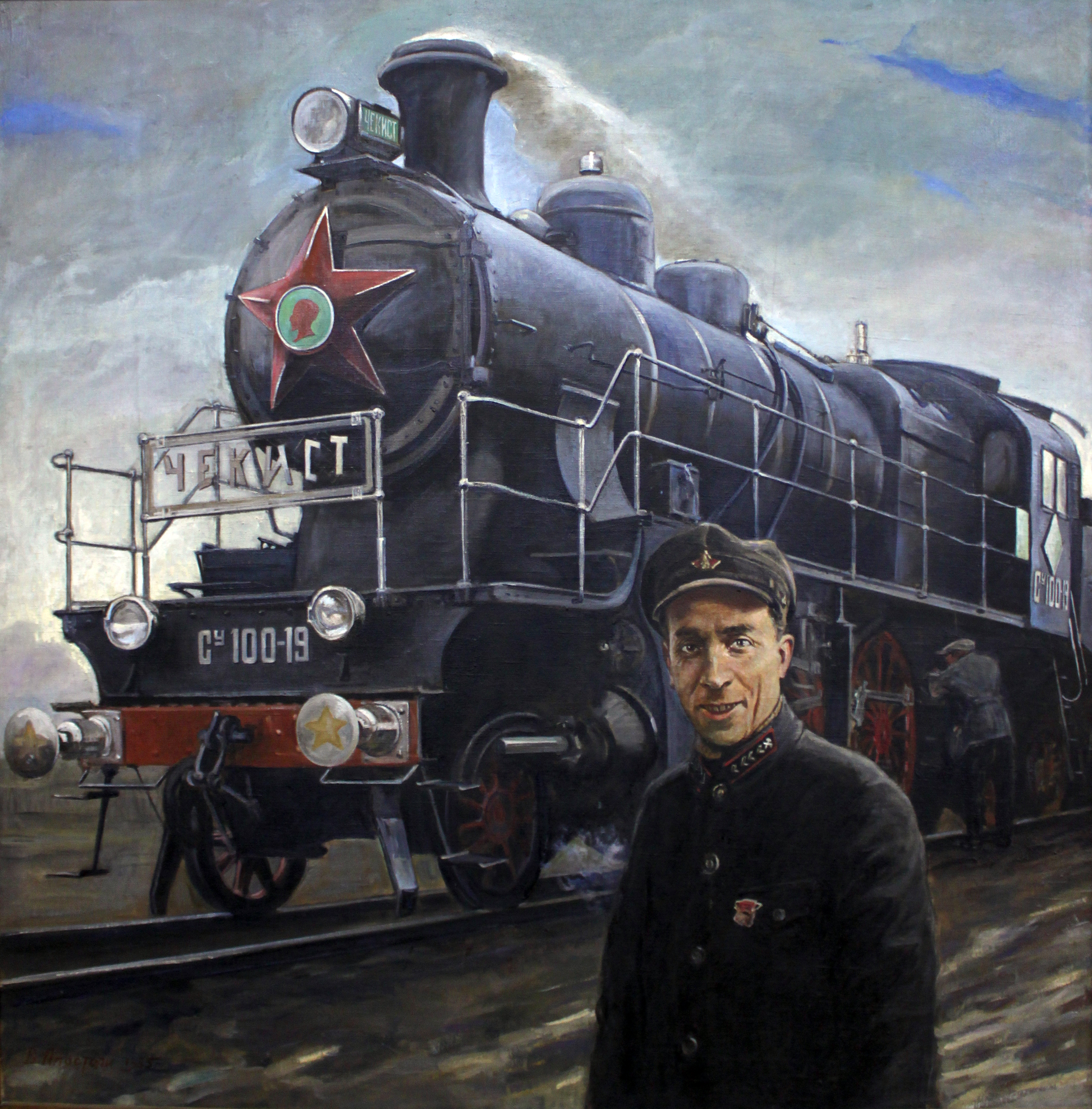
«Портрет машиниста Лясковского» (худ. В. А. Апостоли-Триандофилос). 1935

На основании Приказа за № 403/Ц от 28 мая 1932 года Народного комиссара путей сообщения А. А. Андреева (в соответствии с постановлениями Политбюро ЦК ВКП (б) (16 марта 1932 г.) и СНК СССР (17 марта 1932 г.)) на железных дорогах СССР была введена форменная одежда для всех работников железных дорог (до этого форменную одежду носили только железнодорожные работники определённых служб).
Разработка новой формы велась с января 1932 г., однако изначально её введение предполагалось распространить традиционно лишь на некоторые категории железнодорожников, уже пользующихся производственной спецодеждой.
Форма включала в себя следующие предметы:
а) однобортный тёмно-синий мундир (китель) закрытый, на пяти чёрных (воронёных) пуговицах, с двумя нагрудными и двумя боковыми карманами с клапанами, с отложным воротником, на который нашивались петлицы со знаками различия по армейскому образцу, китель носился с брюками навыпуск и галифе в сапоги или юбкой (для работников-женщин);
б) фуражку «железнодорожного образца» (с особой тульей тёмно-синего цвета) с кантами по службе и чёрным околышем, на околыше крепилась эмблема — красная пятиконечная звезда с изображением паровоза анфас; ремешок лакированный на двух малых пуговицах; поездные машинисты и их помощники на фуражке, присвоенной поездным бригадам, носили вокруг околыша узкий белый галун с классной разбивкой: машинист 1 класса — 4 галуна; машинист 2 класса — 3 галуна; машинист 3 класса — 2 галуна; все их помощники — 1 галун; для работников женщин в качестве головного убора был предусмотрен берет тёмно-синего цвета;

Заместитель Наркома путей сообщения Б. Н. Арутюнов в форме НКПС СССР обр. 1932-34 гг. с петлицами высшего начсостава

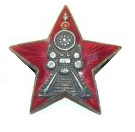
Звезда на головные уборы сотрудников НКПС (1932—1943)

в) прямые брюки и брюки-галифе тёмно-синего цвета;
г) шинель чёрная, двубортная, на трёх чёрных (впоследствии — белого металла) пуговицах и крючках, с отложным воротником с петлицами, как правило, носилась с отогнутыми лацканами;
д) ремень с пряжкой;
е) ботинки чёрного цвета и сапоги.
ж) шапка-финка с красной звездой с изображением паровоза;
и) юбка тёмно-синего цвета для работников-женщин.
Для различия железнодорожных служб, которых было пять, были введены различные цвета кантов на головном уборе и петлицах:
для службы пути — зелёный цвет;
для службы тяги — синий цвет;
для телеграфной службы — жёлтый цвет;
для службы эксплуатации, административной службы, политотделов и прочих — малиновый цвет;
для вагонной службы (в том числе и поездных бригад (проводников)) — бирюзовый цвет.
На петлицах для обозначения должности размещались знаки различия (по должностным категориям — от первой до двенадцатой).
На петлицы высшего начсостава (9-12 категория) прикреплялись красные эмалевые пятиконечные звёздочки (от одной до четырёх); старшего начсостава (5-8 категория) — красные эмалевые шестиугольники (от одного до четырёх); младшего (1-4 категория) начсостава — углы (суконные нашивки или из металла с эмалевым покрытием) красного цвета (от одного до четырёх). Кроме того на петлицах прикреплялся технический знак белого металла — перекрещённые молоток и разводной ключ.
Помимо этого Приказ НКПС содержал следующие правила ношения униформы:

«Приказываю с 1/VI 1932 года ввести в носку единую утвержденную мною форму одежды для работников железнодорожного транспорта со знаками различия для отдельных служб (специальностей) и служебного положения агентов согласно описанию рассылаемого ЦУСом отдельно. Установленная форма одежды обязательно для ношения и подлежит выдаче личному составу железнодорожного транспорта за наличный расчет согласно прилагаемому табелю[…]. Должностным лицам железнодорожного транспорта не предусмотренным настоящим табелем разрешается приобретение и ношение форменной одежды, но без знаков различия по должности.
Ношение форменной одежды регулировать следующими правилами:
1) Ношение форменной одежды обязательно для ношения работниками железнодорожного транспорта во всех случаях несения ими служебных обязанностей, как на месте службы, так и в командировках.
2) Ношение гражданского платья разрешается вне служебных обязанностей и при нахождении вне расположения места службы.
3) Смешение установленной формы одежды с не форменной одеждой хотя бы установленного покроя — воспрещается.
Примечание: для начальников станций и дежурных по станциям при исполнении ими оперативных обязанностей ношение установленной фуражки с красным верхом остается обязательным и при форменной одежде.
4) Ношение формы других ведомств при состоянии на службе на железнодорожном транспорте воспрещается.
5) Воспрещается ношение при форменной одежде ремней и поясов не установленного образца.
6) Воспрещается ношение одежды не утвержденных образцов и не установленных или не присвоенных занимаемой штатной должности знаков различия.
7) Уволенным от службы на железнодорожном транспорте, а также откомандированным в другие Наркоматы ношение форменной одежды воспрещается.
8) Кроме упомянутых в описании форм одежды предметов обмундирования сохраняется право ношения при исполнении служебных обязанностей: тулупов, полушубков, бекеш, валенок для лиц, работа которых сопряжена с продолжительным пребыванием на морозе, так же дождевого плаща и специальной одежды, употребляемой на работе.
9) В период времени установленной для ношения летней формы разрешается носить вместо шинели непромокаемое пальто — плащ, с креплением на воротнике установленных петлиц и знаков различия.
10) Ношение форменной одежды во времени её применения (зимняя и летняя) устанавливается приказом по дороге.
11) Все предметы форменного обмундирования должны быть аккуратно пригнаны и постоянно находиться в опрятной и исправленном состоянии, причём:
а) летняя или суконная рубаха — френч должны быть всегда застегнуты на все пуговицы и подпоясаны ремнем (при рубахе); б) шинель носится только „в рукава“ то есть одетой. Обязательно застегнутой на все пуговицы; в) сапоги — ботинки должны быть вычищены;
12) Окантовка петлиц на рубахе, френче, шинели и канты фуражек должны быть установленного цвета (по табелю).
13) Ношение на петлицах, присвоенных командному составу, знаков различия по должности, а также знаков, кому таковые положены — обязательно в строгом соответствии с категорией штатной должности и присвоенным этой категории знаками различия.
14) Ношение имеющихся знаков ордена „Красного Знамени“, „Красной Звезды“, „Трудового Красного Знамени“, „Ордена Ленина“ на форменной одежде — обязательно, также как и разрешенных к ношению орденов союзных республик причём при шинелях знаки орденов носятся сверх шинели.
Железнодорожники — члены ЦИК СССР и ЦИК союзных автономных республик носят установленные для них нагрудные знаки.
15) Наблюдение за выполнением настоящих правил ношения форменной одеждой возлагается на старших начальников. За несоблюдение правил ношения форменной одежды, а также появления в форменной одежде неисправной или неопрятной — на виновного распоряжением старшего начальника накладывается дисциплинарное взыскание.
Настоящее правило вступает в силу по мере поступления на дороги форменного обмундирования.

Народный комиссар путей сообщения А. А. Андреев.». —  Приказ НКПС СССР № 403/Ц от 28 мая 1932 г.
Через несколько месяцев за этим приказом последовал ещё один Приказ на ту же тему:

 «В дополнение приказа т. Андреева от 23 мая 1932 года № 403/Ц в соответствии с его телеграфным распоряжением за № 1379/А от 27 июня 1932 года о введении нового форменного обмундирования.
Приказываю:
А. Дороги, не вошедшие в план обмундирования новой форменной одеждой в 1932 г. (согласно указанному приказу) оставаясь при старой железнодорожной форме, обязаны немедленно:
1. Изъять старую эмблему железнодорожного транспорта „топор и якорь“, заменив её на головном уборе Красной звездой с изображением на ней паровоза, а на петлицах — французским ключом и молотом.
2. Заменить старые петлицы петлицами нового образца, с окантовками, присвоенными по службам цвета (общекомандный — малиновый, эксплуатации — малиновый, тяга — синий, связь — жёлтый, путь — зелёный).
3. Знаками различия на петлицах прикрепляются в полном соответствии с табелем, утвержденным Приказом № 403/Ц.
4. Белые пуговицы с изображением топора и якоря заменить воронеными пуговицами с изображением на них звезды и паровоза.
Б. Дороги (Московско-Курская, Московско-Белорусско-Балтийская, Московско-Казанская, Северные, Октябрьские, Южные, Юго-Западные и Западные) где вводится форменное обмундирование нового образца в текущем году, обязаны немедленно провести вышеперечисленные мероприятия, допуская ношение старой формы с изменением эмблемы, знаков различия и пуговиц впредь до поступления на дорогу форменного обмундирования образца 1932 г.
В. На Центральное Административно-организационное управление возлагаю наблюдение за соблюдением работниками железнодорожного транспорта правил ношения форменного обмундирования нового образца и соответствия знаков различия, установленных табелем, согласно приказу № 403/Ц, а равно с применением табеля.
Г. Увеличения круга лиц для которых обязательно ношение форменной одежды нового образца может проводиться лишь по непосредственному приказанию Народного комиссара со включением этого увеличения в табель.

Заместитель народного комиссара путей сообщения И. Н. Миронов.»— О развитии приказа по введению нового форменного обмундирования. Приказ НКПС СССР № 615/Ц от 5 августа 1932 года.

Технический знак на петлицы с 1932 г.

Далее последовала серия приказов о включении в табель форменного обмундирования дополнительных должностей: старших и младших диспетчеров, станционных диспетчеров, работников органов контроля, работников Центрального топливно-энергетического управления НКПС, грузового сектора ЦД и т. д. — категории работников, которым форма положена по службе постепенно расширялись. Делалось это, прежде всего, с целью укрепления дисциплины, единоначалия и субординации.
4 июня 1933 года ЦИК и СНК СССР утвердили Устав о дисциплине рабочих и служащих железнодорожного транспорта СССР. Согласно этому документу нарушение трудовой дисциплины работниками транспорта, которое могло повлечь крушение или «расстройство движения», влекло за собой не дисциплинарную, а судебную ответственность. Самовольный уход с работы карался лишением права пользования, выданным работнику на данном предприятии или учреждении продовольственной и промтоварной карточками, а также квартирой, предоставленной работнику в домах, принадлежавших железнодорожному ведомству.
8 июля 1933 года СНК СССР и ЦИК ВКП(б) приняли постановление «О перестройке органов управления железнодорожного транспорта». Согласно постановлению устанавливалось единоначалие и персональная ответственность руководителей. 10 июля 1933 года ЦК ВКП(б) принял постановление «О политотделах на железнодорожном транспорте». Политотделы являлись чрезвычайными политическими органами и были призваны обеспечить партийный контроль во всех хозяйствах железнодорожного транспорта. Постепенно число политотделов увеличилось, был введён институт партийных организаторов на станциях, в депо, дистанциях пути и т. д.
14 августа 1934 года, последовал новый приказ НКПС, посвящённый железнодорожной униформе, суммирующий все вышеперечисленные нововведения, и вводящий новые — так, например, речь в нём уже идёт о командном составе, а не традиционном начсоставе:

 «В соответствии со знаками различия установить деление командного состава на высший — знаками различия — звездочки, средний — знаками различия — шестиугольники, младший — знаками различия — углы.
Введенное в жизнь описание форменной одежды знаки головных уборах (красная звезда с изображением на ней паровоза) и на петлицах французский ключ и молоток оставить без изменения.
Все работники железнодорожного транспорта, которым присвоено согласно табелю ношение формы обязаны выполнять следующее:
1. При исполнении служебных обязанностей, как на месте постоянной работы, так и в командировке быть в установленной форме.
[…]2. Не допускать ношение формы других ведомств смешанной формы или отступления от установленных образцов форменного обмундирования и несоблюдения присвоенного должности знаков различия.
3. Форменная одежда должна быть аккуратно пригнана и постоянно находиться в исправном состоянии.
Примечание: Гимнастёрка должна быть застегнута на все пуговицы и подпоясана ремнем установленного образца, шинель одетой в рукава и застегнутой, сапоги (ботинки) вычищены.
4. В зимнее время разрешается носить
а) Шапку круглую, типа финки верх чёрный суконный или кожаный, края опускающиеся. На шапке красная звезда установленного образца;
б) Шинель установленного образца с нашивным барашковым воротником;
в) Валенки или бурки;
Примечание: Для лиц, работа которых сопряжена с продолжительным пребыванием на морозе сохраняется право ношения при исполнении служебных тулупов, полушубков.
5. В летнее время разрешается ношение непромокаемого пальто, плащей, с прикрепленными на воротнике петлицами со знаками различия.
6. Лицам, оставившим работу на железнодорожном транспорте (если они не награждены значком почетного железнодорожника), ношение формы не разрешается.
Приказываю всему командному составу установить строгое наблюдение за точным выполнением подчинёнными настоящего приказа. За нарушение правил ношения формы несут ответственность как непосредственно виновные, так и ближайшие их начальники. […]
А) О всяком нарушении настоящего приказа работниками НКПС и рядовыми работниками, младшим и средним комсоставом линии сообщать соответствующим высшим начальникам, с требованием наложения на виновных взыскания в порядке Устава о дисциплине. […]

Зам. народного комиссара путей сообщения Г. И. Благонравов.» —  Приказ НКПС СССР № 232/Ц от 14 августа 1934 г.

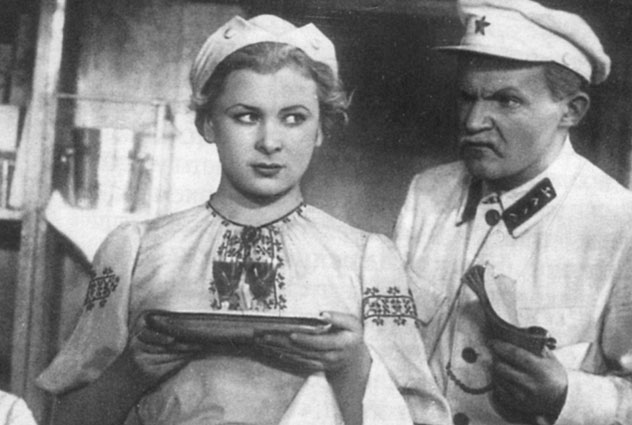
Киновоплощение: фильм «Девушка с характером» (1939). Начальник поезда-экспресса 1-го класса в форме старшего начсостава (А. Жуков) и обнаруженная им «безбилетница» (В. Серова)

Помимо кителя в рабочей обстановке разрешалось носить установленную гимнастёрку армейского покроя, тёмно-синего цвета с отложным воротником с петлицами, с открытой планкой на трёх малых пуговицах; все пуговицы на гимнастёрке — белого металла (гимнастёрка носилась только с галифе в сапоги), а также мягкую фуражку из х/б ткани тёмно-синего цвета, без кантов и цветного околыша, подбородный ремешок и козырёк — из основной ткани, на околыше — красная звезда с изображением паровоза анфас.
Кроме закрытого кителя некоторым категориям работников (в частности, проводникам скоростных поездов и классных вагонов) полагались, судя по фотодокументам открытые кителя синего или белого цвета на трёх пуговицах, с петлицами на воротнике, носимые с сорочкой светлых тонов и галстуком. Форма одежды проводников регламентировалась начальником поезда и руководством дороги.
На летнее время был установлен белый полотняный китель с отложным воротником и белый чехол на фуражку, а также белая полотняная фуражка с железнодорожной звездой. Как показывают кино- и фотодокументы, белый китель часто носился с тёмно-синими, а не белыми брюками, особенно на небольших станциях и пассажирских поездах межобластного сообщения.
Начальникам станций и дежурным по станции полагалась фуражка с красной тульей и галунами на околыше, указывающими на классность станции.
В мае 1935 г. был открыт Московский метрополитен. Поскольку он организационно был подчинён НКПС СССР, его работникам была установлена общая железнодорожная форма.
Осенью 1940 года были организованы специализированные школы, входившие в систему Главного управления трудовых резервов при СНК СССР, в дополнение к Фабрично-заводским школам (ШФЗУ, ФЗУ). Для подготовки квалифицированных рабочих железнодорожного транспорта организовывались железнодорожные училища с двухгодичным сроком обучения. Приказом начальника ГУТР СССР № 1 от 4.10.1940 года предусматривается введение форменной одежды для учащихся ремесленных, железнодорожных училищ и школ ФЗО. Совет Народных Комиссаров СССР своим постановлением № 2196 от 31 октября 1940 года «Об обмундировании и организации питания учащихся ремесленных, железнодорожных училищ и школ ФЗО» устанавливает в качестве форменной одежды для учащихся ремесленных и железнодорожных училищ хлопчатобумажные гимнастёрку из чёрной или тёмно-синей шерстяной ткани, шинель из чёрного грубошёрстного сукна, суконную фуражку с фибровым козырьком и ремешком, ватную хлопчатобумажную шапку, ремень поясной с бляхой.

#### Таблица:Знаки различия рабочих и служащих НКПС СССР обр. 1934 г. по категориям
Категории рабочих и служащих:
| Категория                                         | Должности |
| ------------------------------------------------- | --- |
| Младший начальствующий (командный) состав         | 1. Стрелочник, старший кондуктор, бригадир проводников и им равные; 2. Старший стрелочник, помощник машиниста, телеграфист и им равные; 3. Дежурный по станции, старший осмотрщик вагонов, товарный кассир станций 2 и 3 классов и им равные; 4. Старший телеграфист, машинист паровоза, дорожный мастер 3 разряда и им равные;                                                                                                 |
| Старший начальствующий (средний командный) состав | 5. Машинист-наставник, начальник поезда, товарный кассир станции 1 класса и им равные; 6. Дежурный по депо, производитель работ, дорожный мастер 1 разряда и им равные; 7. Техник, диспетчер, инспектор-инструктор и им равные; 8. Инженер, старший техник, ревизор и им равные; |
| Высший начальствующий (командный) состав          | 9. Старший инженер управления, старший инспектор управления, старший ревизор и им равные; 10. Зам. начальника отдела транспортного управления, начальник секретариата управления, начальник эксплуатационного отделения и им равные; 11. Начальник отдела управления, начальник ж.д. цеха, начальник железной дороги и им равные; 12. Начальник управления, зам. начальника управления, главный инженер управления и им равные. |

Знаки различия рабочих и служащих:
|           | Высший начальствующий (командный) состав | Высший начальствующий (командный) состав | Высший начальствующий (командный) состав | Высший начальствующий (командный) состав | Старший начальствующий (средний командный) состав | Старший начальствующий (средний командный) состав | Старший начальствующий (средний командный) состав | Старший начальствующий (средний командный) состав | Младший начальствующий (командный) состав | Младший начальствующий (командный) состав | Младший начальствующий (командный) состав | Младший начальствующий (командный) состав | Рядовой состав |
| --------- | ---------------------------------------- | ---------------------------------------- | ---------------------------------------- | ---------------------------------------- | ------------------------------------------------- | ------------------------------------------------- | ------------------------------------------------- | ------------------------------------------------- | ----------------------------------------- | ----------------------------------------- | ----------------------------------------- | ----------------------------------------- | -------------- |
| Петлицы   | знаки мпс 1934                           | знаки мпс 1934                           | знаки мпс 1934                           | знаки мпс 1934                           | знаки мпс 1934                                    | знаки мпс 1934                                    | знаки мпс 1934                                    | знаки мпс 1934                                    | знаки мпс 1934                            | знаки мпс 1934                            | знаки мпс 1934                            | знаки мпс 1934                            | знак мпс 1934  |
| Категории | 12                                       | 11                                       | 10                                       | 9                                        | 8                                                 | 7                                                 | 6                                                 | 5                                                 | 4                                         | 3                                         | 2                                         | 1                                         |                |

### Форма одежды промышленного железнодорожного транспорта (1936—1943).
Вслед за работниками железных дорог НКПС новую специальную форму получили и работники промышленного железнодорожного транспорта. Приказом по Народному комиссариату тяжёлой промышленности (НКТП СССР) от 7 июня 1936 года № 967, подписанным наркомом Г. К. Орджоникидзе, на промышленный железнодорожный транспорт всех отраслей тяжёлой промышленности, был распространён «Устав о дисциплине рабочих и служащих железнодорожного транспорта СССР». В статье 15 главы 3 данного Устава работникам оперативных отраслей железнодорожного транспорта (эксплуатации, тяги, пути и связи) при исполнении служебных обязанностей предписывалось быть одетым строго по установленной форме.
На основании этой статьи Наркомтяжпром разработал проект форменной одежды, который направил на рассмотрение в комиссию Президиума ЦИК СССР по утверждению формы одежды в гражданских наркоматах и организациях, где её утвердили 4 ноября 1936 года.
8 декабря 1936 года приказом № 1966 Наркомтяжпром утверждает следующую форму одежды:
1. Для рядового и младшего начальствующего состава:
а) пальто-реглан двубортное, закрытое, с поясом. Пояс чёрный кожаный, с белой блестящей металлической пряжкой;
б) гимнастёрка на зимнее время из синего сукна армейского покроя и на летнее время гимнастёрка того же покроя и цвета, но из хлопчатобумажной ткани. Летом допускалась гимнастёрка белого цвета.
В) брюки-галифе из тёмно-синего сукна для зимнего времени и из тёмно-синей хлопчатобумажной ткани для лета.
2. Для среднего и высшего начальствующего состава:
а) пальто-реглан того же образца и цвета, что и для рядового состава, но из материала улучшенного качества; для зимнего времени в качестве нетабельного обмундирования — кожаное пальто с меховым воротником;
б) для зимнего времени — открытый френч из синего сукна на четырёх пуговицах белого металла, с чёрным кожаным поясом с белой металлической пряжкой, летний френч шился из лёгкой шерстяной ткани. К френчу полагалась белая рубашка с тёмным галстуком.
в) брюки навыпуск с манжетами внизу из тёмно-синего сукна или лёгкой шерстяной ткани;
г) как нетабельное обмундирование начальствующему составу разрешалось носить в летнее время белые брюки навыпуск и белый китель с отложным воротником.
Головным убором на зимнее время служила шапка-финка тёмно-синего сукна, отделанная коричневым мехом, и фуражка армейского покроя, тёмно-синего цвета с чёрным кожаным лакированным козырьком и подбородным ремнём. Для начальствующего состава фуражка шилась из сукна, для рядового — из хлопчатобумажной ткани. Летом — фуражка белого цвета.
Знаком для головного убора являлась эмблема ведомства представляющая собой изображение позолоченного железнодорожного состава, двигающегося мимо расположенных на голубом фоне доменных печей и кауперов малинового цвета.
Для различия начальствующего состава по должностям были введены пятиугольные (со скруглённой верхней частью) нарукавные клапаны со знаками различия и эмблемой ведомства. Нарукавные знаки носились на обоих рукавах ниже локтя. В верхней части клапана размещалась эмблема ведомства, а в нижней части — поле цвета по роду служб (синее — для паровозной и вагонной, жёлтое — связи, зелёное — пути и малиновое — эксплуатационной), на котором прикреплялись знаки различия по должностям (в соответствии с должностными категориями), представляющие собой металлические, покрытые красной эмалью углы, шестиугольники и звёздочки, аналогичные принятым для ношения на петлицах в НКПС СССР.
Начальником транспортного управления НКТП СССР 5 декабря 1936 года было утверждено Положение о форме одежды для работников железнодорожного промышленного транспорта Наркомтяжпрома, в котором подробно расписывались должности и соответствующие им знаки различия.

#### Таблица:Знаки различия промышленного железнодорожного транспорта обр. 1936 г.
|                 | Высший начальствующий состав | Высший начальствующий состав | Высший начальствующий состав | Высший начальствующий состав | Старший начальствующий состав | Старший начальствующий состав | Старший начальствующий состав | Старший начальствующий состав |
| --------------- | ---------------------------- | ---------------------------- | ---------------------------- | ---------------------------- | ----------------------------- | ----------------------------- | ----------------------------- | ----------------------------- |
| Нарукавный знак | знак промышленных ж\д        | знак промышленных ж\д        | знак промышленных ж\д        | знак промышленных ж\д        | знак промышленных ж\д         | знак промышленных ж\д         | знак промышленных ж\д         | знак промышленных ж\д         |

|                 | Младший начальствующий состав | Младший начальствующий состав | Младший начальствующий состав | Младший начальствующий состав | Рядовой состав        |
| --------------- | ----------------------------- | ----------------------------- | ----------------------------- | ----------------------------- | --------------------- |
| Нарукавный знак | знак промышленных ж\д         | знак промышленных ж\д         | знак промышленных ж\д         | знак промышленных ж\д         | знак промышленных ж\д |

## Железнодорожная форма НКПС и МПС СССР образца 1943 года
В 1943 году, в середине Великой Отечественной войны, были произведены серьёзные изменения в военной и ведомственной униформе. Введение униформологического единообразия, установление формы одежды военного образца и персональных званий в гражданских ведомствах (НКИД СССР, Прокуратуре СССР, Морском и Речном флоте, Аэрофлоте, НКПС СССР и т. д.) в тот момент диктовалось необходимостью общего соблюдения дисциплины, подчинения интересов тыла фронту, а также понимания всей полноты ответственности каждого работника за вверенный ему участок.
Введение новой формы совпало с введением персональных специальных званий для всех сотрудников железных дорог НКПС, а также передачей промышленных железных дорог из составов своих наркоматов в состав НКПС СССР. Этому предшествовало объявление Указа ПВС СССР от 15.04.1943 г. «О ВВЕДЕНИИ ВОЕННОГО ПОЛОЖЕНИЯ НА ВСЕХ ЖЕЛЕЗНЫХ ДОРОГАХ».

### Специальные звания
Согласно Указу Президиума Верховного Совета СССР от 4 сентября 1943 года «О введении персональных званий и новых знаков различия для личного состава железнодорожного транспорта», Народный комиссар путей сообщения Л. М. Каганович 13 сентября 1943 года издал приказ № 711Ц. В приказе описывались нововведённые персональные звания, порядок их присвоения, новые знаки различия и форменная одежда работников железнодорожного транспорта.
Специальные звания, как правило, соответствовали должностному положению железнодорожника, однако присваивались они в порядке аттестации приказами начальников железных дорог, совместно с начальниками отраслевых управлений и начальниками объединений — по представлению начальника предприятия (для младшего начсостава); специальным приказом НКПС (для среднего и старшего комначсостава) по представлению начальников железных дорог, начальников управлений, отделов, объединений и строек НКПС; а также СНК СССР (для высшего комначсостава) по представлению НКПС СССР.
Звания не изменялись автоматически с изменением должности. Устанавливались предельные сроки пребывания в каждом персональном звании, по окончании которых проводилась переаттестация, не прошедшим которую очередное звание, как правило, не присваивалось. По истечении повторного срока пребывания звании, не прошедший аттестацию работник смещался на более низкую должность. За особые заслуги или выдающиеся успехи в работе к званию могли представить досрочно и вне очереди.
Срок выслуги в звании был пять лет (старший к-н/с), четыре года (средний к-н/с) и три года (младший к-н/с (бригадный — два года)). Сроки выслуги высшему комначсоставу НКПС не устанавливались.
Таблица 3.1.
| Категория                                 | Персональные звания | Категория                                 | Персональные звания                                                                         |
| ----------------------------------------- | --- | ----------------------------------------- | ------------------------------------------------------------------------------------------- |
| Высший начальствующий (командный) состав  | - генерал-директор путей сообщения - вице-генерал-директор путей сообщения 1-го ранга - вице-генерал-директор путей сообщения 2-го ранга - генерал-директор первого ранга - генерал-директор второго ранга - генерал-директор третьего ранга | Старший начальствующий (командный) состав | - директор-полковник - директор-подполковник - инженер-майор                                |
| Средний начальствующий (командный) состав | - инженер-капитан - инженер-лейтенант - техник-лейтенант | Младший начальствующий (командный) состав | - техник 1-го ранга - техник 2-го ранга - техник 3-го ранга - старший бригадный - бригадный |

Ко всем званиям, кроме генерал-директора путей сообщения и вице-генерал-директора путей сообщения, добавлялось определение принадлежности к соответствующей отраслевой службе: генерал-директор административной службы третьего ранга, генерал-директор тяги второго ранга, директор-подполковник пути и строительства, техник-лейтенант тяги, техник второго ранга связи, бригадный движения. Рядовой состав именовался просто работниками железнодорожного транспорта.
Персональные звания являлись пожизненными, лишение звания производилось только по приговору суда. Для высшего начальствующего состава в этом случае требовалось ещё и специальное правительственное постановление.

### Погоны
В качестве знаков различия в НКПС, как и в ряде других ведомств были установлены погоны.
Погоны высшего, старшего и среднего начальствующих составов представляли собой вытянутый шестиугольник с параллельными длинными сторонами. Края погона, кроме нижнего, окантовывались светло-зелёным сукном.
Погоны высшего комначсостава изготавливались из галуна особого переплетения без просветов, аналогичного галуну генеральских погон в РККА. У генерал-директора путей сообщения и вице-генерал-директора путей сообщения первого ранга зигзагообразный рисунок на галуне был золотым на серебряном фоне. Между краями галуна и светло-зелёным кантом погон проходила чёрная суконная выпушка. У вице-генерал-директора путей сообщения второго ранга галун погон был целиком серебряным, а параллельно канту вдоль погона шли по две чёрные двухмиллиметровые полоски, разделённые серебряной полоской той же ширины. На погоне генерал-директора путей сообщения вышивался золотом и цветным шёлком герб Советского Союза, а на расстоянии 3 — 3,5 см от центра пуговицы скрещивались вышитые ключ и молоток На погоне вице-генерал-директора путей сообщения первого ранга вышивалась только железнодорожная эмблема. На погонах прочих генерал-директоров вышивалась соответствующая эмблема отраслевой службы и звёздочки согласно званию.
Погоны старшего и среднего комначсостава — серебряные, с основным рисунком «чиновничьего» галуна, с двумя и одним чёрным просветом соответственно. Звёздочки, обозначающие персональные звания, располагались вдоль погона. По приказу звёздочки изготавливались из жёлтого металла со светло-зелёным эмалевым центром, однако на практике часто использовались золотистые звёздочки технических, ветеринарных и медицинских служб РККА, а также звездочки без эмали или вышитые.
Погоны младшего начальствующего и рядового составов отдалённо напоминали эполёты, и состояли из двух соединённых между собой вытянутых шестиугольников чёрного цвета с зелёной окантовкой. На нижнем шестиугольнике размещались лычки, согласно персональному званию. У техника первого ранга на верхнем вытянутом шестиугольнике погона нашивались вплотную к кантам две продольные галунные полоски шириной 1 см, образовывавшие просвет шириной 4 мм. Посередине нижнего шестиугольника шла поперечная нашивка. У техника второго ранга поперечная лычка пересекала посередине нижний шестиугольник, у техника третьего ранга на нём были три восьмимиллиметровые лычки на расстоянии 2 см одна от другой. Две сантиметровые лычки с таким же промежутком обозначали звание старшего бригадного; бригадный имел одну нашивку. Рядовой состав носил погоны без нашивок.
Для всех видов обмундирования, кроме летнего пальто, погоны по приказу полагались жёсткие, пристяжные. Однако, как и в армии, на пальто часто носили не пришивные мягкие, а жёсткие пристяжные погоны. Для работников служб тяги, движения, связи, пути и строительства для ношения при исполнении служебных обязанностей приказ устанавливал мягкие пришивные погоны из тёмно-синего шёлкового галуна с тем же рисунком переплетения, что и на галунных. На практике же такие погоны встречались крайне редко. Серебряные погоны машинисты часто носили даже на спецодежде для работы на локомотивах, хотя на рабочих спецовках такие погоны, как правило, все же отсутствовали.
Пуговицы в верхней части погон были золочёные, у младшего состава — латунные. Немного ниже пуговиц крепились нововведённые эмблемы принадлежности к той или иной отраслевой службе железнодорожного транспорта. До этого службы традиционно различались по присвоенным им цветам кантов — теперь кант для всех железнодорожников был установлен единый, зелёный.

#### Эмблемы служб
Эмблемой службы движения было изображение на слегка вытянутой шестиугольной пластинке железнодорожного разъезда со сторожкой слева и светофором посередине. Эмблемой службы тяги служил профиль паровоза, а у работников электротяги — электровоза. Службу пути и строительства обозначал арочный железнодорожный мост, у службы связи эмблемой был поставленный на угол квадрат с вписанным в него кругом, помещённой наверху звёздочкой рубиновой эмали и двумя скрещёнными рубиновыми молниями в середине. Эмблемой административной службы были серп и молот, наложенные на пятиконечную звезду и французский ключ, а вагонной службы (поездных бригад (проводников)) — изображение вагона.

### Форма одежды

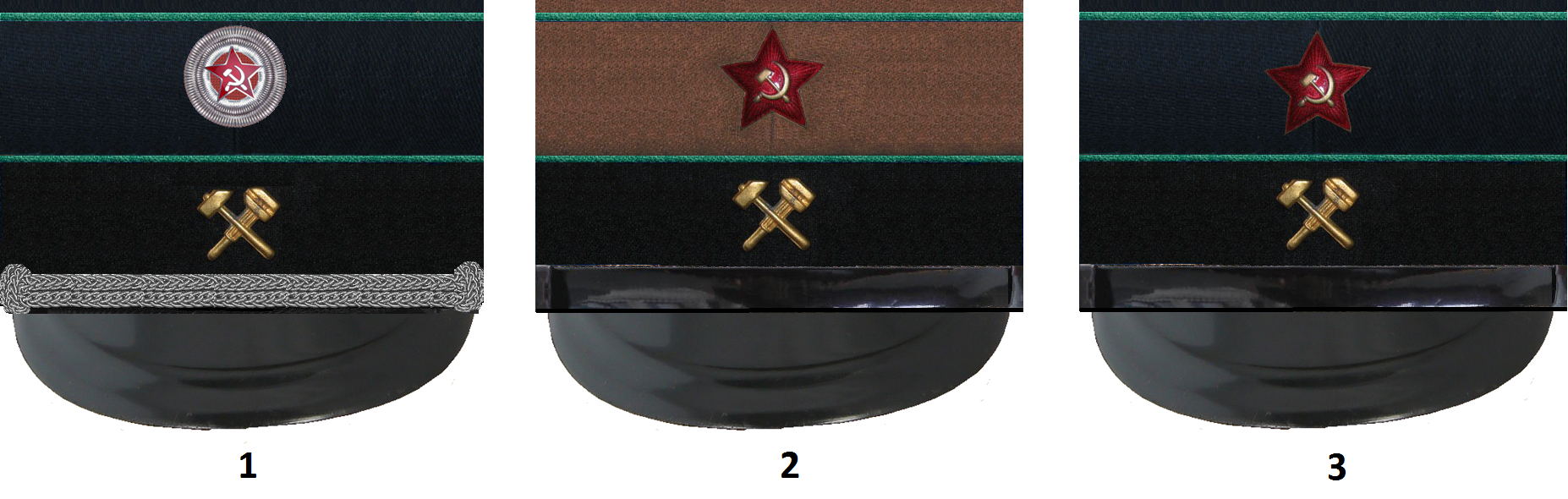
Фуражки НКПС-МПС: 1 — генералов (парадная и повседневная); 2 — среднего и старшего комначсостава (летняя повседневная); 3 — комначсостава и рядового состава (парадная и повседневная) (1943).

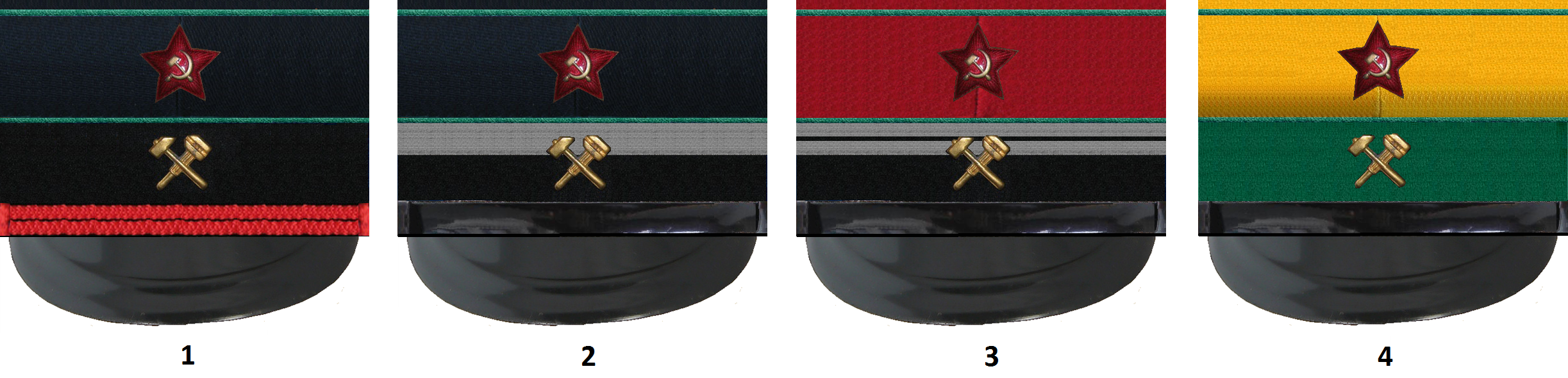
Фуражки НКПС-МПС: 1 — главных кондукторов; 2 — машинистов; 3 — начальников станции и дежурных по станции при исполнении обязанностей (галуны — по классу станции); 4 — бригадиров пути и сигналистов при ограждении мест ремонта пути (1943).

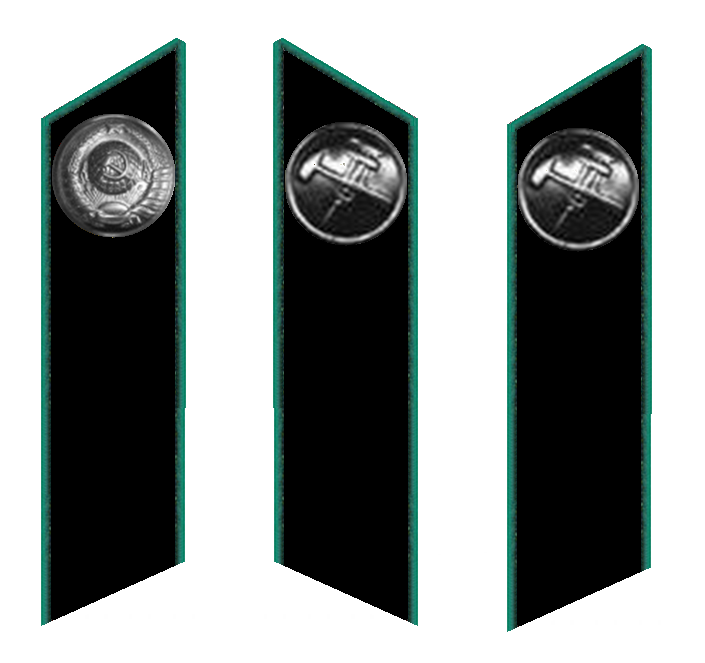
Петлицы к пальто и шинелям НКПС-МПС СССР: генералов, старшего и среднего комначсостава, младшего комначсостава и рядового состава (1943).

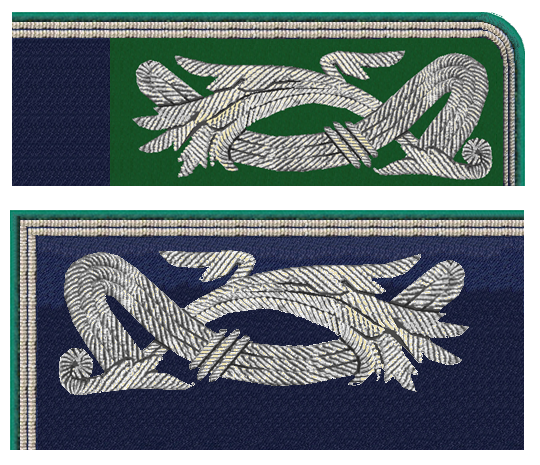
Шитье на воротниках и обшлагах мундиров генералов НКПС-МПС (кроме генерал-директора ПС и вице-генерал-директора 1 ранга) (1943). Реконструкция.

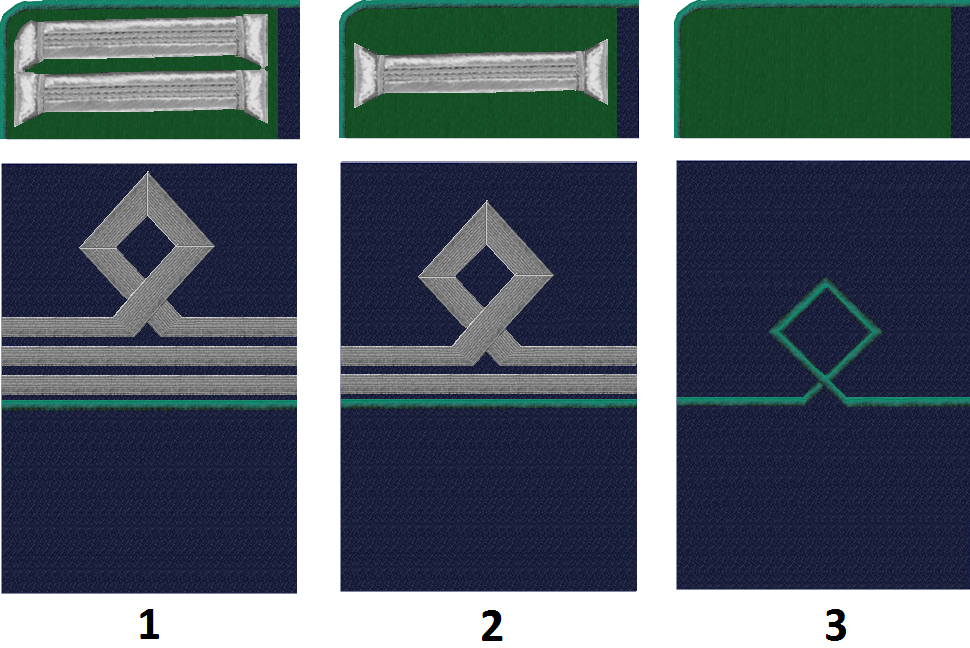
Шитье на воротниках и обшлагах мундиров старшего (1), среднего (2), младшего (3) комначсостава и рядового состава (3) НКПС-МПС СССР (1943).

Форма одежды личного состава железнодорожного транспорта подразделялась на парадную и повседневную, в свою очередь подразделявшуюся на зимнюю и летнюю. Приказ предусматривал парадную форму для всех категорий железнодорожников, но реально ей обеспечивались только генералы, работники треста спальных вагонов прямого сообщения, а также сотрудники центрального аппарата НКПС СССР и иные сотрудники, в той или иной степени исполнявшие парадные функции. Поэтому для различных торжественных мероприятий старший и средний комначсоставы, судя по кино- фото-документам традиционно использовали светлую летнюю форму.
Парадные мундиры высшего, старшего и среднего командного и начальствующего составов шились из тёмно-синей мериносовой диагоналевой ткани, а у младшего начальствующего и рядового составов — из тёмно-синего сукна. Подкладка мундира генералов делалась из чёрного шёлка, а у остальных категорий работников на подкладку шёл чёрный сатин.
У работников службы тяги встречалась форма и чисто чёрного цвета (в том числе с использованием флотского обмундирования с железнодорожной гарнитурой), служившая обычно в качестве рабочей спецодежды, но официально не устанавливавшаяся.
Светло-коричневые ткани, использовавшиеся для летнего обмундирования, имели бежевый цвет, нередко с сероватым оттенком.
В комплект форменной одежды высшего, старшего и среднего командно-начальствующих составов входили:
- фуражка тёмно-синего цвета с чёрным околышем и зелёными кантами — для ношения при шинели, парадном мундире и при кителе тёмно-синего цвета;
- фуражка светло-коричневого цвета с чёрным околышем зелёными кантами — для ношения при летнем повседневном кителе светло-коричневого цвета;
- белый чехол, надеваемый на фуражку при белом кителе;
- папаха из чёрного каракуля (для генерал-директора путей сообщения и вице-генерал-директора 1 ранга — серого кракуля или мерлушки) с зелёным верхом с жёлтым сутажным перекрестьем для высшего начальствующего состава;
- шапка типа кубанки (финка) из чёрного каракуля для старшего и среднего начальствующих составов;
- шинель двубортная тёмно-синего цвета, на пяти пуговицах, без окантовок; у высшего комначсостава — на шести пуговицах, с окантовкой зелёным кантом по борту, обшлагам, воротнику, хлястику, клапанам карманам; на воротнике всех шинелей — чёрные петлицы с зелёной окантовкой, в верху петлицы — большая пуговица, гербовая у высшего начсостава;
- пальто летнее высшего, старшего и среднего начальствующих составов — аналогично по покрою пальто генералов РККА, светло-серого цвета, на пяти пуговицах, без окантовок, на воротнике — чёрные петлицы с зелёным кантом;
- мундир закрытый двубортный парадный тёмно-синего цвета:
  - генеральский мундир с шестью посеребрёнными большими гербовыми пуговицами[10] на каждом борту имел жёсткий стоячий воротник и был близок по покрою к адмиральскому мундиру или мундиру генералов войск НКВД образца 1943 г.; концы воротника покрывались клапанами из светло-зелёного сукна; воротник и обшлага мундиров украшало шитьё: по верху воротника и обшлага вышивалась двойная сутажная выкладка, ниже которой помещалось орнаментальное шитьё, именовавшееся в приказе фигурным украшением (у генерал-директора путей сообщения и вице-генерал-директора путей сообщения первого ранга выкладка была золотой, а фигурное украшение — серебряным с золотыми элементами, у остальных генералов и выкладка и шитьё были серебряными);
  - мундиры старшего и среднего начсостава имели два ряда по пять посеребрённых пуговиц с железнодорожными ключом и молотком; воротник, обшлага по верху и локтевому шву, клапаны на фалдах и левый борт окантовывались светло-зелёным сукном; концы воротника покрывались клапанами из светло-зелёного сукна; воротники мундиров украшали серебряные столбики-катушки — по два на каждом клапане у старшего состава, по одному — у среднего; над кантами обшлагов от шва до шва нашивались серебряные галуны — три у старшего начальствующего состава, два — у среднего. Верхний галун образовывал квадратную петлю на наружной стороне рукава, наподобие знаков различия капитанов торгового флота;

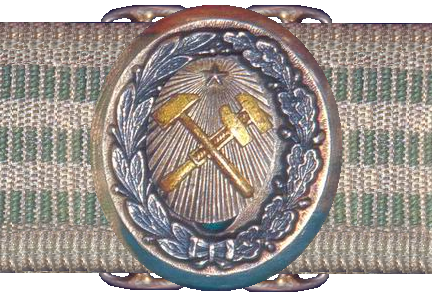
Парадный пояс генералов и офицеров МПС 1945 г.

- брюки навыпуск тёмно-синего цвета к мундиру парадному с светло-зелёными лампасами (высший н/с) и кантами (старший и средний н/с);
- китель повседневный зимний тёмно-синего цвета, однобортный на пяти пуговицах со стоячим воротником, общим покроем аналогичный повседневному кителю РККА образца 1943 г.; по воротнику и верху обшлагов проходил светло-зелёный суконный кант;
- брюки навыпуск тёмно-синего цвета к кителю зимнему с светло-зелёными лампасами (высший н/с) и кантами (старший и средний н/с);
- китель повседневный летний светло-коричневого цвета — покрой аналогичный покрою тёмно-синего кителя, с кантами;
- брюки навыпуск светло-коричневого цвета к кителю повседневному летнему;
- китель летний из белой ткани — покрой аналогичный покрою тёмно-синего кителя, без кантов, со съёмными пуговицами;
- ботинки хромовые;
- пояс чёрного муара, на крючках (конструкция аналогично генеральскому тканому); к парадному поясу генералам полагался кортик;
  - с 1945 г. — установлен пояс парадный тканевый серебристый с тройной зелёной прострочкой, овальная пряжка белого металла, в центе — литой наложенный золотистый техзнак на фоне расходящихся лучей в обрамлении венка из лавровых и дубовых ветвей.

В комплект форменной одежды младшего командно-начальствующего и рядового составов входили:
- фуражка тёмно-синего цвета с чёрным околышем — для ношения при шинели, парадном мундире и при гимнастёрке тёмно-синего цвета;
- фуражка светло-коричневая с чёрным околышем — для ношения при летней гимнастёрке серого цвета;
- шапка типа кубанки (финка) из чёрной цигейки (часто, особенно в годы войны) использовалась обычная шапка-ушанка, принятая в РККА, хотя приказами это никак не устанавливалось);
- шинель двубортная тёмно-синего цвета, на воротнике — чёрные петлицы с окантовкой, в верху петлицы — большая пуговица;
- мундир парадный однобортный из тёмно-синего сукна; закрытый однобортный, с жёстким стоячим воротником, с глубоко запахнутым левым бортом с застёжкой на крючки и пятью декоративными посеребрёнными железнодорожными пуговицами по центру; концы воротника покрывались клапанами из светло-зелёного сукна; воротник, обшлага, клапаны на фалдах, борт окантовывались светло-зелёным сукном; зелёный кант обшлага образовывал квадратную петлю[11];
- шаровары из тёмно-синего сукна к мундиру парадному;

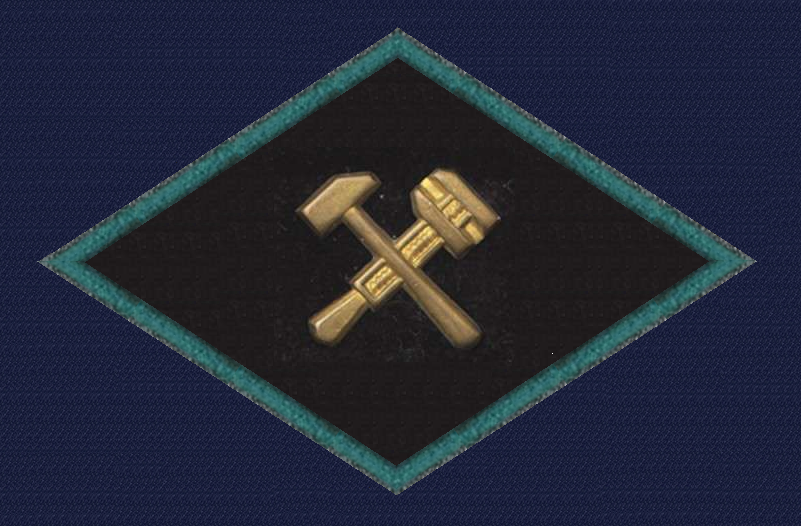
Нарукавный знак кондуктора (1943).

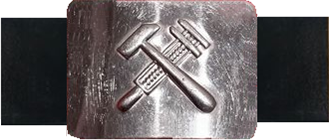
Ремень МПС 1943 г.

- гимнастёрка из тёмно-синей шерстяной ткани;
- шаровары с напуском из тёмно-синей шерстяной ткани к гимнастёрке тёмно-синей с зелёным кантом;
- гимнастёрка хлопчатобумажная серого цвета;
- шаровары с напуском из хлопчатобумажной ткани серого цвета;
- ремень поясной из кожи чёрного цвета с бляхой белого металла с выштампованным техзнаком;
- сапоги кожаные.

На фуражках (с зелёными кантами, чёрными околышами; тулья — в цвет кителя) на околышах размещался технический знак, на тулье — красная звезда с серпом и молотом, у генералов — красная звезда наложена на двойную серебряную круглую бухту; генералам полагался филигранный ремешок на двух малых пуговицах, всем остальным сотрудникам всех категорий — лакированный. Точно такой же технический знак и железнодорожная эмблема крепились на шапках-ушанках, шапках-финках и папахах (для высшего комначсостава).
Главным кондукторам на фуражку полагался ремешок красного крученого жгута, все кондукторам устанавливался специальный знак, носимый в середине предплечья (при парадной форме — над украшением из канта).
Женскому личному составу железнодорожного транспорта была установлена, в основном, та же форма одежды, что и мужчинам. Разница была в том, что шинели, гимнастёрки и кители застёгивались на левую, «женскую» сторону, вместо брюк надевали юбку, а вместо фуражки в большинстве случаев — берет. В зимнее время женщины носили кубанку. В качестве обуви полагались чёрные туфли на низком каблуке или форменные сапоги.
Проводникам для работы по обслуживанию пассажиров полагались полотняные белые куртки, а летние гимнастёрки могли иметь белый цвет. У работников локомотивных бригад встречались двубортные кожаные куртки, напоминающие куртки АБТВ РККА, а у начальствующего состава — и кожаные пальто.
Работники ряда служб при исполнении служебных обязанностей носили, вместо обще железнодорожных, особые фуражки с цветными тульями (например, служба сигнализации и связи — тулья жёлтого цвета), использовавшиеся и для обозначения должности, и как средство сигнализации.
Начальники станций и дежурные по станциям сохранили традиционную красную тулью фуражек, а также галуны на околыше, указывающие на классность станции.
Начальствующему составу по форме полагалось ношение брюк навыпуск, но во время различных т. н. «грязных» работ в депо, на локомотиве или на трассе допускалось ношение брюк заправленными в сапоги, считавшиеся спецобувью.
Ношение форменной одежды при исполнении служебных обязанностей было строго обязательным, но, как и в Вооружённых Силах, отклонения от правил ношения имели место по самым различным причинам, тем более, что, несмотря на наличие формы, НКПС оставался гражданской организацией. Во время Великой Отечественной войны железнодорожники из-за нехватки ведомственной формы нередко носили армейское обмундирование, но со своими знаками различия. Младший состав часто носил вместо шаровар бриджи армейского покроя без кантов, начсостав носил офицерские бриджи с кантами. Кители начальствующего состава иногда имели на груди накладные, а не прорезные карманы. Применялись на железной дороге и чёрные (синие) кители флотского образца.
Все нововведения были сразу автоматически распространены и на работников Московского метрополитена.

### Таблица:Знаки различия личного состава НКПС и МПС СССР образца 1943 г.
Высший командный (начальствующий) состав
|        | Генерал-директор путей сообщения | Вице-генерал-директор путей сообщения 1-го ранга | Вице-генерал-директор путей сообщения 2-го ранга | Генерал-директор тяги 1-го ранга | Генерал-директор пути и строительства 2-го ранга | Генерал-директор административной службы 3-го ранга |
| ------ | -------------------------------- | ------------------------------------------------ | ------------------------------------------------ | -------------------------------- | ------------------------------------------------ | --------------------------------------------------- |
| Погоны | погоны мпс 1943                  | погоны мпс 1943                                  | погон мпс 1943                                   | погоны мпс 1943                  | погоны мпс 1943                                  | погоны мпс 1943                                     |

Старший и средний командный (начальствующий) состав
|        | Директор-полковник тяги*) | Директор-подполковник административной службы | Инженер-майор вагонной службы*) | Инженер-капитан тяги | Инженер-лейтенант пути и строительства | Техник-лейтенант вагонной службы |
| ------ | ------------------------- | --------------------------------------------- | ------------------------------- | -------------------- | -------------------------------------- | -------------------------------- |
| Погоны | погоны мпс 1943           | погоны мпс 1943                               | погоны мпс 1943                 | погоны мпс 1943      | погоны мпс 1943                        | погоны мпс 1943                  |

```
*) 
Здесь показаны звёздочки без эмали.
```

Младший командный (начальствующий) состав и рядовой состав
|        | Техник административной службы 1-го ранга | Техник вагонной службы 2-го ранга | Техник службы движения 3-го ранга | Старший бригадный пути и строительства | Бригадный тяги  | Рядовой         |
| ------ | ----------------------------------------- | --------------------------------- | --------------------------------- | -------------------------------------- | --------------- | --------------- |
| Погоны | погоны мпс 1943                           | погоны мпс 1943                   | погоны мпс 1943                   | погоны мпс 1943                        | погоны мпс 1943 | погоны мпс 1943 |

## Железнодорожная форма МПС СССР образца 1955 года

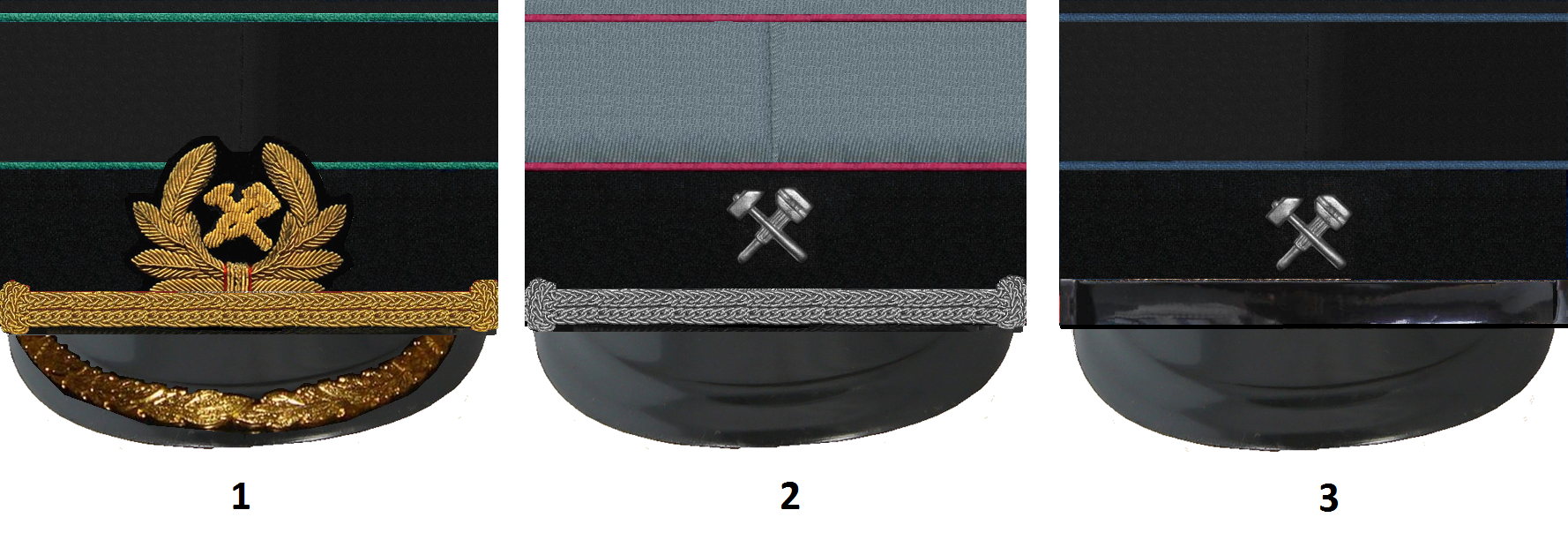
Фуражки МПС СССР: 1 — высшего начсостава; 2 — старшего начсостава (летняя); 3 — среднего и младшего начальствующих и рядового составов (1956).

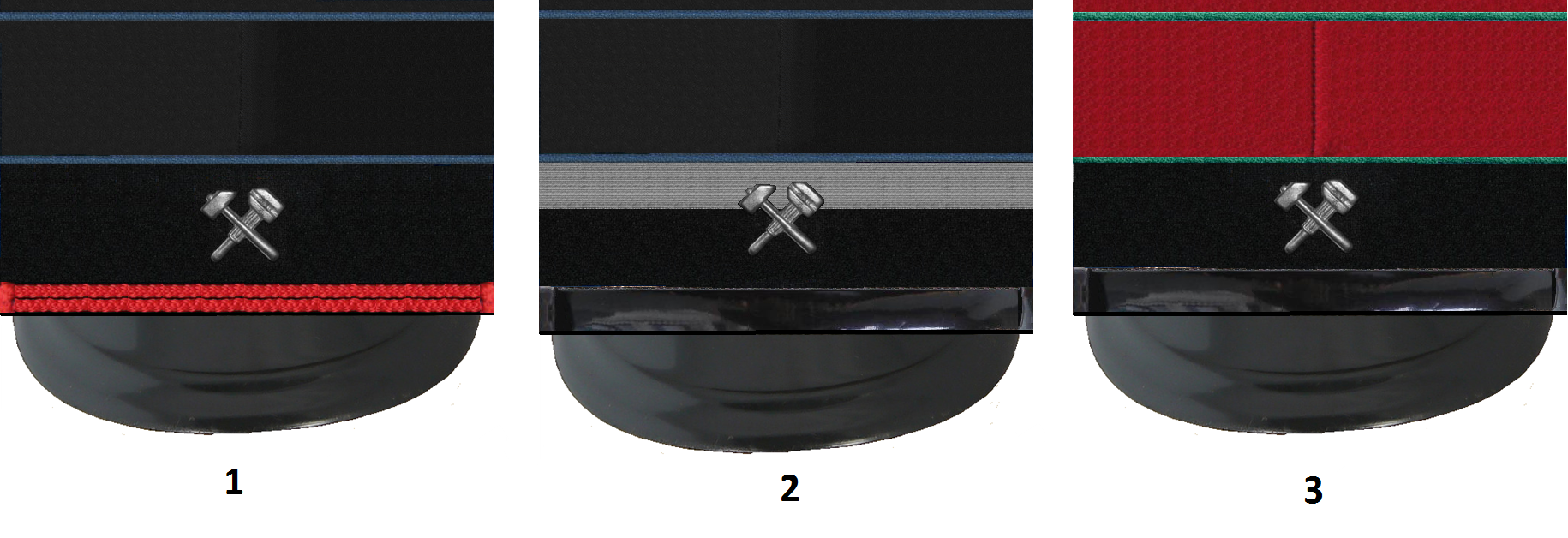
Служебные фуражки МПС СССР: 1 — Главных кондукторов; 2 — машинистов; 3 — начальников станции и дежурных по станции (без классности) (1956).

12 июня 1954 года был издан Указ Президиума Верховного Совета СССР «Об отмене персональных званий и знаков различия для работников гражданских министерств и ведомств». За ним 3 сентября 1955 года последовало Постановление Совета Министров СССР за № 1624 «О форменной одежде и знаках различия для личного состава железнодорожного транспорта». Министром путей сообщения СССР Б. П. Бещевым был издан соответствующий приказ № 84Ц от 9 сентября 1955 г., устанавливающий новую форму работников железнодорожного транспорта.
Одно из главных изменений железнодорожной формы — отмена погон, то есть переход к форме гражданского образца. Данное решение было принято в общем контексте демилитаризации гражданских ведомств — отказа от мундиров и вообще от военизированной формы как таковой, персональных званий, погон армейского образца и т. д. Однако в ряде ведомств форма существовала практически всегда в силу объективных обстоятельств — поэтому здесь происходил не отказ от унфицированной военизированной формы одежды, а её упрощение и сокращение сотрудников, которым она необходима, до минимума. Отказаться от формы вообще в МПС не смогли — традиции, дисциплина, подчинение в рамках субординации, точность исполнения распоряжений, изначально присущие железным дорогам, сыграли свою роль. Поэтому знаки различия по категориям службы у железнодорожников сохранились, однако вновь перекочевали на петлицы, как в 1930-е годы.
Покрой униформы заметно упростился и потерял парадный характер. Тем не менее, существовали проекты новой формы и с сохранением погон, в итоге так и не одобренные.

Принадлежность к определённой службе определялась цветом окантовки петлиц. Были отменены обязательные сапоги для младшего начальствующего состава. С тульи фуражки убрали звезду, остался только технический знак на околыше — скрещённые молоток и гаечный ключ. Китель застёгивался на 5 металлических пуговиц с изображением технического знака.
В Приложении № 1 к Постановлению Совета Министров СССР от 3 сентября 1955 года № 1624 давалось описание форменной одежды и знаков различия для личного состава железнодорожного транспорта, непосредственно связанного с движением поездов, обслуживанием пассажиров и перевозкой грузов.
«I) Форменная одежда.
Форменная одежда личного состава железнодорожного транспорта состоит из следующих предметов:
Китель — однобортный с отложным воротником, застёгивающийся на крючок и 5 металлических пуговиц с изображением технического знака на них, расположенных в один ряд, с двумя верхними прорезными карманами с клапанами. Пуговицы кителя, тужурки, шинели и пальто высшего начальствующего состава позолоченные с изображением Герба Советского Союза.
Для высшего, старшего и среднего начальствующего состава китель изготовляется: зимой — из шерстяной ткани тёмно-синего цвета, летний — из шерстяной ткани светло-серого цвета (очевидно, хотя и не отражено в Приказе, разрешалось использование и светло-коричневых тканей от формы 1943 г.), дополнительно белый китель — для высшего начальствующего состава из шёлковой ткани, для старшего и среднего — из хлопчатобумажной ткани.
Для младшего начальствующего и рядового состава: зимний — из сукна тёмно-синего цвета, летний — из хлопчатобумажной ткани тёмно-синего цвета.
Тужурка — для высшего начальствующего состава аппарата Министерства (ЦА МПС) — тёмно-синего цвета, двубортная, без окантовки, с открытыми лацканами, прорезными поперечными карманами (с клапанами) и одним нагрудным карманом, с шестью пуговицами по три в ряду (у высшего начсостава — золотистые гербовые). При тужурке носится сорочка белого или светло-серого цвета с чёрным шёлковым галстуком. Для служебных командировок, выездов на линии и участки сотрудники ЦА МПС высшего н/с использовали стандартные закрытые кителя; Министру и его Заместителям, судя по всему, кителя вообще не полагались.
Брюки — навыпуск без лампас, окантовки и манжет — из той же ткани, что китель и тужурка.
Шинель — двубортная из драпа или сукна тёмно-синего цвета с двумя рядами металлических пуговиц по пять в ряду (у высшего начсостава — золотистые гербовые). Для высшего начальствующего состава окантовывается светло-зелёным сукном.
Пальто летнее — для высшего начальствующего состава двубортное из светло-серой ткани.
Плащ пальто — для старшего начальствующего состава из прорезиненной шерстяной ткани, для среднего начальствующего состава из прорезиненной хлопчатобумажной ткани тёмно-синего цвета.
Фуражка — из ткани соответствующей ткани кителя с чёрным околышем бархатным — для высшего, старшего и среднего начальствующего состава и суконным — для остальных. Фуражки окантовываются сукном соответственно службе. На околыше фуражки — технический знак. Над козырьком фуражки лиц высшего начальствующего состава прикрепляется вышитый позолоченный технический знак в венке и позолоченный филигранный шнур на малых пуговицах, козырёк обрамляется вышитыми дубовыми листьями. Для старшего начальствующего состава над козырьком прикрепляется серебряный филигранный шнур на двух пуговицах. Фуражка остальных работников — с лакированным ремешком.
На фуражке машиниста на верхнем крае околыша ниже канта нашивается белый шёлковый галун.
На фуражке главного кондуктора взамен лакированного ремешка прикрепляется плетёный шнур красного цвета.
Папаха — из чёрного каракуля для высшего начальствующего состава со светло-зелёным суконным верхом, на котором расположен крестообразный галун, вышитый золотом.
Шапка-ушанка — для старшего, среднего, младшего начальствующего состава и рядового состава из чёрного каракуля и цигейки. Спереди в центре папахи и шапки-ушанки прикрепляется технический знак.
II) Форменная одежда для женщин
Платье с отложным воротником, застёгивающееся на один крючок и 4 металлические пуговицы, с двумя нагрудными прорезными карманами и поясом. Юбка шестишовная с двумя боковыми карманами. Платье зимнее — из шерстяной ткани тёмно-синего цвета, летнее для лиц высшего, старшего начальствующего состава — из шерстяной ткани светло-серого цвета, для среднего, младшего начальствующего и рядового состава — из белой хлопчатобумажной ткани. Шинель и плащ — установленного образца. Головной убор летний — берет по цвету платья, зимний — шапка-ушанка (и берет, и ушанка — с серебряным техническим знаком).
III) Знаки различия
1) Знаки различия устанавливаются по должностному признаку. Знаками различия служат петлицы на воротниках шинели, летнего пальто, плаща, тужурки, кителя и платья. Петлицы представляют собой прямоугольник со скошенными концами.
2) Петлицы изготовляются для высшего, старшего и среднего начальствующего состава из чёрного бархата, а для остальных работников — из чёрного сукна. Края петлиц окантовываются: для высшего начальствующего состава позолоченным шнуром; для остальных работников по службам:
Движения, пассажирской, коммерческой, грузовой работы и связи — малиновым, локомотивного и вагонного хозяйства — синим, пути и гражданских сооружений — зелёным сукном.
3) На поле петлиц:
а) Министра путей сообщения — вышитые золотом технический знак в лаврово-дубовом венке и герб Советского Союза размером 25 мм;
б) первых заместителей Министра путей сообщения — вышитые золотом технический знак в лаврово-дубовом венке и ниже его звезда на фоне лучеобразно расходящихся линий размером 25 мм;
в) заместителей Министра — вышитые золотом технический знак и 4 звезды размером 20 мм каждая;
г) членов коллегии МПС — вышитые золотом технический знак и 3 звезды размером 20 мм каждая;
д) остального высшего начальствующего состава железнодорожного транспорта — вышитые золотом технический знак и звезда от 1 до 3 размером 20 мм каждая;
е) старшего начальствующего состава — два продольных посеребрённых витых шнура шириной 3 мм каждый, технический знак и белые металлические звёздочки от 1 до 3 размером 15 мм каждая;
ж) среднего начальствующего состава — один посеребрённый витой шнур шириной 3 мм, технический знак и белые металлические звёздочки от 1 до 3 размером 12 мм каждая
4) На поле петлиц младшего начальствующего и рядового состава нашиваются продольные полосы или угольники; на петлицах машинистов локомотивов под техническим знаком помещается металлическая эмблема-паровоз (электровоз), ниже — специальные продольные полоски (две для 2 класса, три — для 1-го, одна — для помощников машиниста), машинистам также положен широкий шёлковый галун на околыше фуражки..
5) На петлицах работников железнодорожного транспорта, которым не положены знаки различия, прикрепляется только технический знак».
Перевод на новую форму одежды и знаки различия должен был быть закончен в первом полугодии 1956 года.
В дальнейшем последовали некоторые уточнения к уже изданным приказам и распоряжениям:
1) Высшему, старшему и среднему начальствующему составу разрешается ношение сапог и брюк—бридж.
2) Высшему, старшему и среднему начальствующему составу дорог Кавказа, Средней Азии и Юга разрешается ношение с белыми кителями белых брюк.
3) Для головных уборов, обуви, петлиц и знаков различия сроки носки не устанавливаются, так как они приобретаются работниками за свои собственные средства в розничной торговой сети.
Машинисты на петлицах ниже технического знака имели специальные продольные полоски (две для 2 класса, три — для 1-го), а также широкий шёлковый галун на околыше фуражки. Начальники станций и дежурные по станциям носили на фуражках с традиционной красной тульей аналогичные галуны, указывающие на классность станции.
Все нововведения были автоматически распространены и на работников Московского метрополитена, а также новых открывающихся метрополитенов в Ленинграде (1955) и Киеве (1960).

### Таблица:Знаки различия служащих МПС СССР образца 1955 г.
|         | Высшее руководство МПС СССР*) | Высшее руководство МПС СССР*) | Высшее руководство МПС СССР*) | Высший начальствующий состав | Высший начальствующий состав | Высший начальствующий состав | Старший начальствующий состав | Старший начальствующий состав | Старший начальствующий состав | Средний начальствующий состав | Средний начальствующий состав | Средний начальствующий состав | Младший начальствующий состав | Младший начальствующий состав | Рядовой состав | Локомотивные бригады | Локомотивные бригады | Локомотивные бригады |
| ------- | ----------------------------- | ----------------------------- | ----------------------------- | ---------------------------- | ---------------------------- | ---------------------------- | ----------------------------- | ----------------------------- | ----------------------------- | ----------------------------- | ----------------------------- | ----------------------------- | ----------------------------- | ----------------------------- | -------------- | -------------------- | -------------------- | -------------------- |
| Петлицы | знак мпс 1954                 | знак мпс 1954                 | знак мпс 1954                 | знак мпс 1954                | знак мпс 1954                | знак мпс 1954                | знак мпс 1954                 | знак мпс 1954                 | знак мпс 1954                 | знак мпс 1954                 | знак мпс 1954                 | знак мпс 1954                 | знак мпс 1954                 | знак мпс 1954                 | знак мпс 1954  | знак мпс 1954        | знак мпс 1954        | знак мпс 1954        |

```
*) 
К открытой тужурке
```

## Железнодорожная форма МПС СССР образца 1963 года

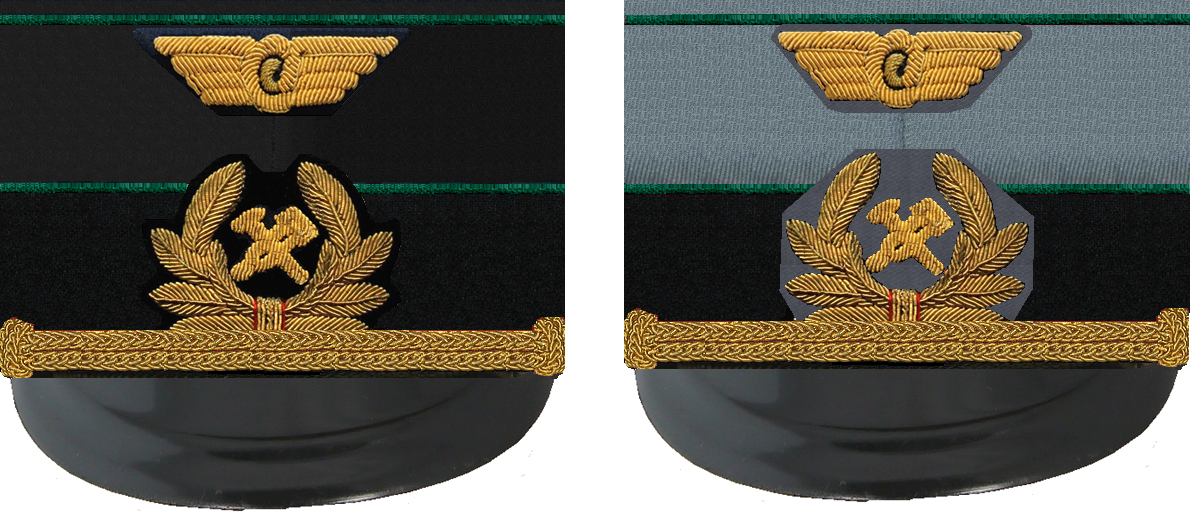
Фуражки высшего начсостава МПС СССР: повседневная и повседневная летняя (1963—1973).

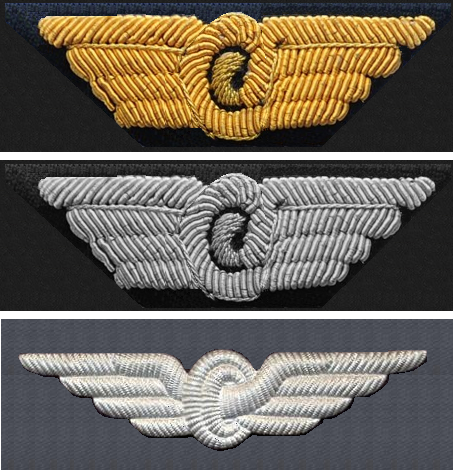
Знаки на китель железнодорожников: вверху — высшего начсостава (1963—1979); в середине и внизу — варианты знаков старшего, среднего, младшего начсоставов (шитый и цельноштампованный) (1963—1973).

В связи с изменениями, происходящими на железнодорожном транспорте (постепенный отказ от паровой тяги, широкий переход на электровозную и тепловозную тягу и исчезновение в связи с этим целого класса рабочих специальностей, повышение качества обслуживания пассажиров, увеличение грузо- и пассажиропотока, необходимость поддержания в обществе авторитета работников советских железнодорожников и др.), а также с невысокими эстетическими характеристиками формы образца 1955 г., в частности, для сотрудников Метрополитена Москвы и Ленинграда или проводников вагонов международного класса в сентябре 1963 г. был инициирован переход на новую униформу МПС (Пр. МПС СССР от 26 сентября 1963 г. № 31Ц).
Были отменены цветовые различия служб и подразделений. Единым цветом МПС СССР стал светло-зелёный.
Была введена единая железнодорожная эмблема МПС, представляющая собой символ резко возросших скоростей железных дорог: крылатое (c прямыми крыльями из четырёх перьев, верхнее перо длиннее нижнего) железнодорожное колесо, золотистого или серебристого цвета. Первые эмблемы часто были составными, у высшего начсостава — вышитые золотой канителью или металлической нитью. Право на ношение этой эмблемы на костюме, кителе и тулье фуражки имели только сотрудники, имевшие непосредственное отношение к движению, обеспечению и обслуживанию поездов, вагонов, локомотивов, станций, средств сигнализации и т. д.
Вместо кителей и тужурок работники железных дорог получили современные двубортные открытые костюмы чёрного цвета на трёх пуговицах (застёжка — на две пуговицы (для зимней формы)) и однобортные серые на трёх пуговицах (для летней). К костюму полагалась рубашка (сорочка) белого (серого) цвета, без карманов; с чёрным галстуком-самовязом. Для высшего начсостава пуговицы золочёные, гербовые, для среднего — посеребрённые, для всех остальных работников — латунные. Костюмы носились только с брюками навыпуск. 
Фактически, отменялась в качестве уставной любая обувь, кроме чёрных ботинок. Сапоги были оставлены для специальных случаев (отдалённые пункты и станции, горные трассы, болотистые и заболоченные участки, работа на паровозах, путевые обходчики), зимнего периода и т. д. — но только по особому разрешению начальника дороги.
Фуражка осталась прежнего образца, с чёрным околышем, зелёными кантами и тульей в цвет костюма. На околыше крепился технический знак — золочёный, в золочёном (как правило, вышитом) лавровом венке у высшего начсостава, серебристый в серебристом венке у старшего начсоства, латунный, без венка, у остальных категорий работников. Над козырьком крепился золотой или серебряный филигранный (у высшего и старшего начсостава соответственно) или лакированный (у всех остальных категорий работников) ремешок. На тулье размещалась уменьшенная железнодорожная эмблема — золотистая у высшего начсостава, серебристая у старшего, латунная у всех остальных.
Фуражки машинистов сохранили белые галуны на околышах, а Главных кондукторов — красный плетеный шнур.
Знаки различия располагались на рукавах пиджаков и представляли собой основу в виде жёстких суконных четырёх- (высший, старший, средний) и пятиугольников (младший нс) цвета пиджака, кителя или пальто. Для высшего и старшего состава на прямоугольник нашивались параллельные галуны золотистого цвета, для среднего — серебристого цвета. Верх прямоугольника окантовывался золотистым (высший начсостав), серебряным (старший начсостав), светло-зелёным (средний начсостав); у младшего и рядового состава зелёной выпушкой окантовывался весь пятиугольник.
На поле нарукавных знаков располагались:
а) для высшего руководства МПС — широкий золочёный галун, в центре — Герб СССР (для Министра) или большая вышитая звезда на фоне расходящихся лучей (для Первого заместителя Министра).
б) для высшего начсостава — поперечные полосы золотого галуна от 1 до 4, вверху — золотистые звезды по количеству полосок.
в) для старшего начсостава — поперечные полосы серебряного галуна от 1 до 4, вверху — серебристые звезды по количеству полосок.
г) для среднего начсостава — поперечные полосы серебряного галуна (формально — более узкого, чем у старшего начсостава; на практике это правило часто не соблюдалось) от 1 до 4, вверху — серебристые звезды по количеству полосок.
д) для младшего начсостава — пятиугольник с зелёной окантовкой, у вершины — серебристый технический знак, в нижней части галунные полоски.
е) Для рядового состава — пятиугольник с зелёной окантовкой, у вершины — серебристый технический знак.
У высшего, старшего, среднего начсоставов над знаками различия крепился суконный малый пятиугольник в тон одежды, на жёсткой основе, окантованный золотистым (высший) или серебристым (старший) галуном или зелёным кантом (средний начсостав). В центре пятиугольника располагался технический знак, вышитый золотой или серебряной нитью, либо металлический.
Проводникам поездов были сохранены летние белые полотняные куртки и зимние закрытые тужурки, аналогичные образца 1955 г., но с новыми знаками различия.
Для зимней формы одежды полагалась двубортная шинель-пальто и шапка-ушанка чёрного цвета. В качестве спецодежды могли использоваться кожаные куртки — простые и утеплённые, с меховым воротником, без эмблем и знаков различия. В качестве зимней обуви могли использоваться бурки и валенки, а также сапоги с утеплёнными носками.
Все нововведения были автоматически распространены и на работников метрополитенов в городах СССР. Сотрудникам-женщинам начальникам станций, дежурным по станциям и дежурным у эскалаторов метрополитенов были установлены особые головные уборы из красного фетра (с эмблемой как на околышах фуражек).

### Форменная одежда и знаки различия для студентов высших учебных заведений МПС
Устанавливается чёрный цвет зимней одежды и светло-серый цвет летней одежды.
Форма включала:
- Пальто — однобортное, с пристегиваемой утепленной подкладкой, двумя боковыми прорезными карманами.
- Костюм — для студентов: пиджак однобортный на трех пуговицах, с открытыми лацканами, двумя боковыми прорезными и одним нагрудным карманами; для студенток — жакет однобортный на двух пуговицах, с открытыми лацканами, двумя боковыми прорезными и одним нагрудным карманами; юбка прямая с односторонним швом и шлицей сзади. На правой стороне пиджака или жакета — белая металлическая эмблема железнодорожного транспорта.
- Брюки навыпуск, без манжет.
- Блузу-сорочка — с пришивным воротником, с застежкой на пуговицах; низ блузы заканчивается поясом. Носится с галстуком.
- Фуражку (для студентов) — тулья из той же ткани, что и костюм, с чёрным бархатным околышем; козырек и ремешок — чёрный, лакированный; по верхней части околыша и тульи кант зелёного цвета. На околыше — белый металлический технический знак в венке, на тулье — белая металлическая эмблема железнодорожного транспорта. Над козырьком фуражки прикрепляется чёрный лакированный ремешок.
- Головной убор (для студенток) — специального образца (берет) в тон жакету с техническим знаком и эмблемой железнодорожного транспорта.
- Шапка-ушанка — из чёрной цигейки или искусственного меха чёрного цвета. Верх шапки — из сукна чёрного цвета. Спереди, в центре прикрепляется технический знак в венке, а над ним — эмблема железнодорожного транспорта, как и на фуражке. Обувь чёрного цвета. Пуговицы на пальто, пиджаках и жакетах — белые, металлические, с изображением технического знака.

Знаками различия служили нарукавные знаки в виде угольников острием вверх, выполненных из белого посеребренного галуна шириной 6 мм, от одного до пяти — в зависимости от курса, на котором обучается студент. Угольники нашивались на левом рукаве пальто, пиджака и жакета, выше локтя.
Министерство путей сообщения с 1965 года пыталось вменить в обязанность студентам вузов ношение форменной одежды, ссылаясь на приказ от 26 сентября 1963 года № 31Ц. Фабрика наглядных пособий МПС изготовила альбомы с образцами формы, которые были разосланы по институтам, но особого действия это не возымело, большинство студентов игнорировали приказ.

### Таблица:Знаки различия служащих МПС СССР образца 1963 г.
Категории рабочих и служащих:
| Категория                     | Должности |
| ----------------------------- | --- |
| Рядовой состав                | - Стрелочник, кондуктор, кочегар паровоза и им равные; |
| Младший начальствующий состав | - Старший стрелочник, старший билетный кассир, заведующий камерой хранения и им равные; - Составитель поездов, помощник машиниста, дежурный помощник начальника вокзала 4-го класса и им равные; - Дежурный по станции 5-го класса, машинист мотовоза, дежурный помощник начальника вокзала 3-го класса и им равные; - Дежурный по станции 4-го класса, машинист локомотива 3-4-го класса, дежурный помощник начальника вокзала 1-2-го класса и им равные;                  |
| Средний начальствующий состав | - Дежурный по станции 2-3-го класса, машинист локомотива 2-го класса, начальник станции 5-го класса и им равные; - Дежурный по станции 1-го класса, машинист локомотива 1-го класса, начальник вокзала 3-го класса, начальник станции 4-го класса и им равные; - Машинист-инструктор, начальник вокзала 2-го класса, начальник станции 3-го класса и им равные; - Начальник вокзала 1-го класса, начальник станции 2-го класса, старший локомотивный диспетчер и им равные; |
| Старший начальствующий состав | - Начальник вокзала вне класса, начальник станции 1-го класса, ревизор и им равные; - Начальник станции вне класса, старший ревизор службы движения, старший помощник начальника отдела и им равные; - Старший ревизор, заместитель начальника отдела, главный инженер станции и им равные; - Начальник отдела, начальник инспекции, заместитель начальника службы и им равные;                                                                                             |
| Высший начальствующий состав  | - Главный ревизор, начальник службы, начальник секретариата Министра и им равные; - Главный инженер управления, дорожный ревизор, заместитель начальника дороги и им равные; - Начальник главного управления, начальник дороги, Главный ревизор по безопасности движения и им равные; - Заместитель Министра; |
| Высшее руководство МПС СССР   | - Первый заместитель Министра; - Министр. |

Знаки различия:
|                 | Высшее руководство МПС СССР | Высшее руководство МПС СССР | Высший начальствующий состав | Высший начальствующий состав | Высший начальствующий состав | Высший начальствующий состав | Старший начальствующий состав | Старший начальствующий состав | Старший начальствующий состав | Старший начальствующий состав |
| --------------- | --------------------------- | --------------------------- | ---------------------------- | ---------------------------- | ---------------------------- | ---------------------------- | ----------------------------- | ----------------------------- | ----------------------------- | ----------------------------- |
| Нарукавный знак | знаки мпс 1963              | знаки мпс 1963              | знаки мпс 1963               | знаки мпс 1963               | знаки мпс 1963               | знаки мпс 1963               | знаки мпс 1963                | знаки мпс 1963                | знаки мпс 1963                | знаки мпс 1963                |

|                 | Средний начальствующий состав | Средний начальствующий состав | Средний начальствующий состав | Средний начальствующий состав | Младший начальствующий состав | Младший начальствующий состав | Младший начальствующий состав | Младший начальствующий состав | Рядовой состав |
| --------------- | ----------------------------- | ----------------------------- | ----------------------------- | ----------------------------- | ----------------------------- | ----------------------------- | ----------------------------- | ----------------------------- | -------------- |
| Нарукавный знак | знаки мпс 1963                | знаки мпс 1963                | знаки мпс 1963                | знаки мпс 1963                | знак мпс 1963                 | знак мпс 1963                 | знак мпс 1963                 | знак мпс 1963                 | знак мпс 1963  |

## Железнодорожная форма МПС СССР образца 1973 года

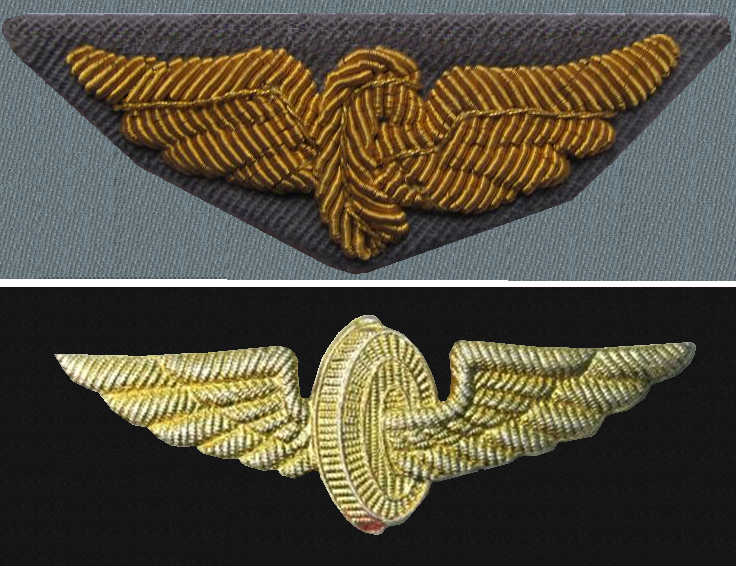
Знаки на китель МПС СССР: вверху — высшего начсостава (1979—1994), внизу — остальных сотрудников (1973—1994)

Серьёзные изменения в форменной одежде железнодорожников произошли в начале 1970-х гг. Именно в это время сложился внешний образ работника советского железнодорожного транспорта, просуществовавший вплоть до крушения советской системы.
Приказом МПС СССР № 21Ц от 11.07.1972 г. «Об изменении знаков различия для личного состава железнодорожного транспорта» (другие данные — приказ МПС № 2114 «Об изменении знаков различия для личного состава железнодорожного транспорта») вместо двубортного костюма вводился однобортный открытый костюм (зимний — чёрного, летний — серого цвета). Пиджак шился по образцу, принятому в Вооружённых силах СССР — с двумя прорезными боковыми карманами с клапанами, с петлицами на воротнике, но — на трёх пуговицах. На рукавах внизу обшлагов пришивались две малые пуговицы. Цвет сорочек под пиджак устанавливался серый или белый, галстук — тёмно-серого или чёрного цвета (последний мог носиться и с летним костюмом). Двубортные чёрные костюмы разрешалось донашивать до истечения срока носки, но с новыми знаками различия.
Устанавливалась рубашка (сорочка) нового образца — как в ВС СССР.
Основным головным убором была фуражка армейского образца с чёрной или светло серой тульей, зелёными кантами и чёрным (бархатным) околышем, с чёрным лакированным козырьком и лакированным ремешком на двух малых пуговицах (у старшего, среднего и высшего начсостава — ремешок золочённый филигранный (трунцаловый)).
На тулье крепилась единая эмблема МПС: у высшего начсостава шитая, с рисунком образца 1963 г.; у остальных сотрудников металлическая — крылатое колесо образца 1973 г. с заострёнными крыльями малого размера. Судя по фотографиям и кинохронике, эта эмблема носилась довольно вольно. На околыше — кокарда МПС (технический знак на зелёном фоне в рифленом обрамлении с массивной золочёной эмблемой из лавровых листьев — у высшего начсостава эмблема шитая, у остальных сотрудников металлическая (поздние образцы — цельноштампованная)). У высшего руководства МПС СССР кокарда обрамлялась вышитыми дубовыми листьями.
Для женщин была установлена юбка вместо брюк (в тон пиджаку), пиджаки зимний (чёрный) и летний (серый) со знаками различия, однобортные, на трёх пуговицах, сорочка (блуза) с наплечными знаками (погонами), жилет (в тон пиджаку) и берет (также в тон пиджаку) вместо фуражки — с кокардой МПС с эмблемой или железнодорожной эмблемой.
Знаки различия по должностям и категориям
Устанавливались новые нарукавные знаки, представлявшие собой (кроме младшего начсостава и рядового состава) пятиугольники основного сукна на жёсткой основе, нашивавшиеся на оба рукава пиджака или пальто остриём вверх. В горизонтальной части пятиугольника размещались золочёные галуны — фигурного генеральского шитья (для высшего начсостава), двойной простой галун (для старшего начсостава) или одинарный галун (для среднего начсостава). В верхней части пятиугольника размещались звезды (шитые или металлические) золотистого цвета — от одной до четырёх (в зависимости от категории).
Нарукавный знак младшего начальствующего и рядового состава носился на локтевом сгибе на левом рукаве и представлял собой суконный пятиугольник чёрного цвета с закруглённой основой и зелёной окантовкой. Внутри окантовки располагался технический знак в лавровом венке, выше него — железнодорожная эмблема, ниже — буквы «МПС» или «Метро» жёлтого цвета (на ранних образцах вышитые, на поздних — изготовленные из полимеров). У младшего начальствующего состава внизу шеврона (у вершины пятиугольника) располагались одна или две зелёные полоски.
На воротнике всех сотрудников МПС размещались петлицы в форме параллелограмма цветом в тон костюму, с золотистым кантом. У высшего начсостава петлицы были чуть больше по размеру, по центру петлиц вышивалась золотистая лавровая ветвь. У всех остальных вверху петлицы крепился технический знак, у старшего и среднего начсостава по центру петлицы располагались металлические лычки — две и одна соответственно. Последним элементом формы, впрочем, часто пренебрегали: на фотографиях можно встретить как кителя без петлиц, так и петлицы без лычек (у тех, кому положены).
Справа на пиджаке и летней сорочке всеми сотрудниками носилась золотистая единая железнодорожная эмблема (на пиджаках высшего начсостава, вышитая): для высшего начсостава — образца 1963 г., для всех остальных сотрудников — частично видоизменённая по сравнению с 1963.
В жаркое время года и в районах с жарким климатом сотрудникам и служащим МПС разрешалось носить рубашку (сорочку) без кителя с пристёгнутыми погонами и железнодорожной эмблемой. На погонах (наплечных знаках) цвета в тон рубашке крепились большие золотистые звёздочки по должностям (количество звёздочек на нарукавных знаках соответствовало количеству звёздочек на погонах), в нижней части погона — металлические или ПВХ угольники, указывающие на категорию (двойной золочёный угол — старший, одинарный — средний, зелёные (по категории) — младший начсостав). Погоны высшего начсостава окантовывались золотистым витым галуном. Погоны старшего начсостава по приказу окантовывались зелёным кантом, однако на практике они часто носились без окантовки.
Начальникам станций и дежурным по станциям при несении службы была оставлена фуражка установленного образца, с околышем и кантами, а также знаками и эмблемами, но с красной тульей. Оставлен был и традиционный галун на околыш машинистов.
На зимнее время полагалась шапка-ушанка — с кокардой и эмблемой — из серого (высший начсостав) или чёрного (старший и средний начсостав) каракуля или чёрной цигейки (все остальные категории) с чёрным суконным верхом.
Все нововведения были автоматически распространены и на работников метрополитенов в городах СССР. Несколько изменился вид головного убора сотрудников-женщин (дежурных по станциям и у эскалаторов) — он принял форму кепи (как у сотрудников-женщин в милиции), с трунцаловым ремешком и кокардой с эмблемой, в некоторых случаях — и с эмблемой МПС СССР . Цвет головного убора остался красным. Продолжалось ношение головных уборов и старого образца, но с новыми кокардами и эмблемами.

### Таблица:Знаки различия служащих МПС СССР образца 1973 г.
а) На китель
|                 | Высший начальствующий состав | Высший начальствующий состав | Высший начальствующий состав | Высший начальствующий состав | Старший начальствующий состав | Старший начальствующий состав | Старший начальствующий состав | Старший начальствующий состав |
| --------------- | ---------------------------- | ---------------------------- | ---------------------------- | ---------------------------- | ----------------------------- | ----------------------------- | ----------------------------- | ----------------------------- |
| Нарукавный знак | знак мпс 1973                | знак мпс 1973                | знак мпс 1973                | знак мпс 1973                | знак мпс 1973                 | знак мпс 1973                 | знак мпс 1973                 | знак мпс 1973                 |

|                 | Средний начальствующий состав | Средний начальствующий состав | Средний начальствующий состав | Средний начальствующий состав | Младший начальствующий состав | Младший начальствующий состав | Младший начальствующий состав | Рядовой состав |
| --------------- | ----------------------------- | ----------------------------- | ----------------------------- | ----------------------------- | ----------------------------- | ----------------------------- | ----------------------------- | -------------- |
| Нарукавный знак | знак мпс 1979                 | знак мпс 1979                 | знак мпс 1979                 | знак мпс 1979                 | знак мпс 1979                 | знак мпс 1979                 | знак мпс ссср 1979            | знак мпс 1979  |

|         | Высший начальствующий состав*) | Высший начальствующий состав*) | Старший начальствующий состав | Средний начальствующий состав | Младший начальствующий состав**) | Рядовой состав   |
| ------- | ------------------------------ | ------------------------------ | ----------------------------- | ----------------------------- | -------------------------------- | ---------------- |
| Петлицы | петлицы мпс 1973               | петлица мпс 1973               | петлицы мпс 1979              | петлицы мпс 1979              | петлицы мпс 1979                 | петлицы мпс 1979 |

```
*) 
Справа - на летний китель

**) 
На летний китель
```

б) На рубашку (сорочку)
|                         | Высший начальствующий состав | Высший начальствующий состав | Высший начальствующий состав | Высший начальствующий состав | Старший начальствующий состав | Старший начальствующий состав | Старший начальствующий состав | Старший начальствующий состав | Средний начальствующий состав*) | Средний начальствующий состав*) | Средний начальствующий состав*) | Средний начальствующий состав*) | Младший начальствующий состав | Младший начальствующий состав | Младший начальствующий состав | Рядовой состав       |
| ----------------------- | ---------------------------- | ---------------------------- | ---------------------------- | ---------------------------- | ----------------------------- | ----------------------------- | ----------------------------- | ----------------------------- | ------------------------------- | ------------------------------- | ------------------------------- | ------------------------------- | ----------------------------- | ----------------------------- | ----------------------------- | -------------------- |
| Наплечный знак (погоны) | погоны 1973 мпс ссср         | погоны 1973 мпс ссср         | погоны 1973 мпс ссср         | погоны 1973 мпс ссср         | погоны 1973 мпс ссср          | погоны 1973 мпс ссср          | погоны 1973 мпс ссср          | погоны 1973 мпс ссср          | погоны 1973 мпс ссср            | погоны 1973 мпс ссср            | погоны 1973 мпс ссср            | погоны 1973 мпс ссср            | погоны 1973 мпс ссср          | погоны 1973 мпс ссср          | погоны 1973 мпс ссср          | погоны 1973 мпс ссср |

```
*) 
Здесь показан неустановленный (но фактически распространённый) вариант знаков различия.
```

## Железнодорожная форма МПС СССР образца 1979 года

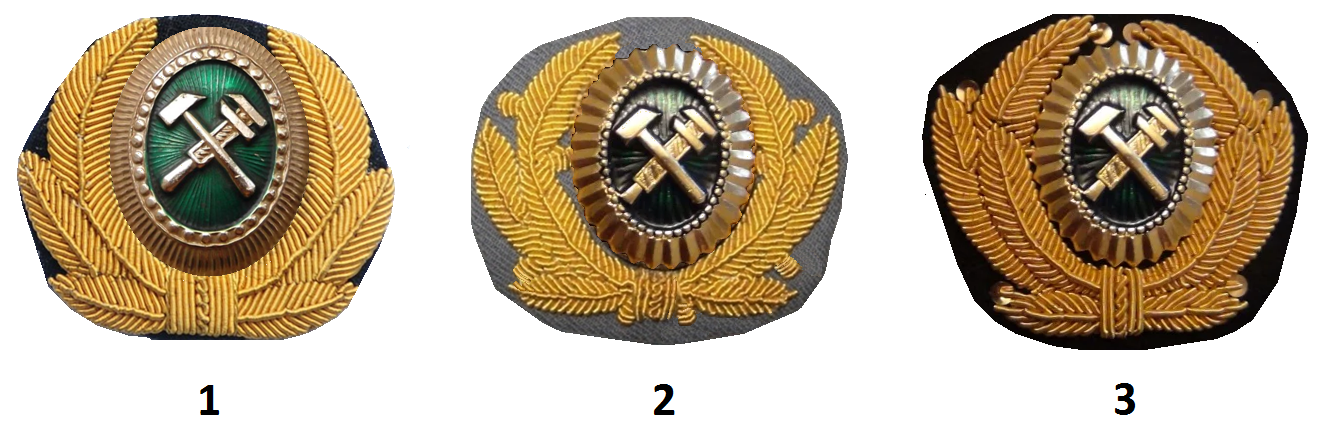
Кокарды высшего начальствующего состава МПС СССР: 1 — 1973 г.; 2,3 — 1979 г.

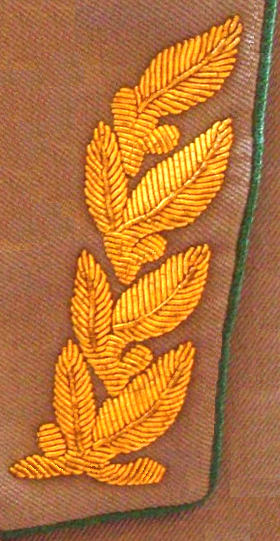
Шитье на воротнике высшего начсостава МПС СССР (летняя форма).

Новая форма была введена Министром путей сообщения СССР И. Г. Павловским (Пр.№ 32 Ц от 30.07.79 г.) с целью улучшения внешнего вида сотрудников МПС, а также укрепления внутренней дисциплины и субординации.
Был утверждён перечень основных должностей, ношение формы для которых являлось обязательным, связанных непосредственно с перевозкой пассажиров и грузов, а также непосредственно с работой на трассах и магистралях.
Высшему начсоставу МПС СССР были оставлены двубортные пиджаки с золотыми гербовыми (по три на борт с застёжкой на две передние) пуговицами — чёрные и серые, обшлаг — на двух малых гербовых пуговицах; с прорезным нагрудным карманом слева, с прорезными боковыми карманами с клапанами.
Общий вид униформы для старшего, среднего, младшего и рядового составов — костюм (с однобортным пиджаком, на четырёх пуговицах у мужчин), пальто, головные уборы — практически не изменился, как не изменились и расцветки — зелёный цвет кантов, чёрный и светло-серый базовые цвета для зимней и летней формы.
Петлицы на воротниках пиджаков сохранили поле в цвет пиджака, с золотистыми техническими знаками и окантовкой.
Для среднего и старшего начсостава цвет серых летних костюмов часто варьировался от светлого до тёмно-серого (в этом случае серые петлицы выглядели светлее тона пиджака); точно также варьировалась и расцветка серых сорочек (рубашек) для зимней формы, поскольку часто использовались форменные рубашки милиции и т. д. для экономии средств.
Частично изменилась конструкция железнодорожной эмблемы на тулье, а также кокарда МПС с эмблемой (более угловатые формы листьев орнамента) на околыше фуражек и беретах. Все кокарды и эмблемы — цельноштампованные.
Для сотрудников-женщин был оставлен берет существующего образца, чёрного или светло-серого цвета, с кокардой МПС с эмблемой золотистого цвета или железнодорожной эмблемой, юбка а также китель, застёгивающийся на левую сторону на три пуговицы (пуговицы — с изображением техзнака). Проводницам дальних поездов для летней (серой) формы дополнительно установили кепи с козырьками (на кепи крепилась кокарда с эмблемой, как на фуражках).
Знаки различия по должностям и категориям
Существенно изменились нарукавные знаки должностных категорий на пиджаках. Новые знаки, как и старые, носились на обоих рукавах (кроме младшего начальствующего и рядового состава), однако внешне были более нарядными и акцентирующими внимание на статусе и должностном положении носителя. Знаки традиционно делились по категориям: высший, старший, средний, младший и рядовой состав.
Знаки различия высшего начальствующего состава представляли собой прямоугольный галун золотистого цвета с зигзагообразным рисунком, повторяющим шитьё генеральских погон, окантованный по длинным (верхней и нижней) сторонам зелёным кантом. На галуне располагались вышитые серебряной канителью звезды (в соответствии должностным положением — от одной до четырёх). Выше галуна нашивалась шестиугольная суконная нашивка цветом в тон пиджака с золочёным кручёным галуном по краю и золочёной же шитой технической эмблемой.
Знаки различия старшего и среднего начальствующего состава изготовлялись из простого золотого тканого галуна (позднее все чаще — из полимерных материалов с имитацией галуна жёлтого цвета) прямоугольной формы с кантами зелёного цвета по длинной стороне и зелёными же просветами (два (вдоль длинных сторон галуна) — у старшего, один (по центру) — у среднего начсостава). На галунных прямоугольниках крепились серебристые большие звезды (как у старшего комсостава Вооружённых Сил СССР до 1969 г.) — в соответствии должностным положением — от одной до четырёх. Выше располагалась шестиугольная суконная нашивка цветом в тон пиджака с зелёным полимерным галуном по краю и золочёной металлической технической эмблемой. Знаки различия старшего, среднего, как и высшего начсостава носились на 10-15 см выше краёв рукавов пиджака.
Знаки различия младшего начальствующего и рядового состава носились только на правом рукаве в районе локтевого сгиба и представляли собой пятиугольник с закруглённой верхней частью из сукна основного цвета (пиджака, плаща, пальто) с полимерной окантовкой зелёного цвета В центральной части поля пятиугольника расположен технический знак в венке из лавровых листьев и эмблема железнодорожного транспорта, наложенная в верхнюю часть венка. В нижней части венка -изображение ленты с надписью «МПС» или «Метро». Технический знак, венок, эмблема и лента с надписью выполнялись жёлтым цветом из полимеров ПВХ. Для младшего начсостава в нижней части знака располагался угол зелёного цвета, отсутствующий у рядового состава.
Особые знаки различия полагались Министру путей сообщения, его Первому заместителю и заместителям. Знак Министра представлял собой золотистый шитый галун генеральского образца прямоугольной формы с кантами по длинным сторонам и вышитой по центру большой золотой звездой с расходящимися лучами. Над галуном располагался вышитый цветным шёлком Герб СССР в обрамлении шитья в виде венка из дубовых листьев. Знак Первого заместителя Министра отличался серебряным цветом звезды с лучами на галуне и техническим знаком золотого шитья вместо герба; заместители министра на галуне носили простую вышитую серебряную звезду без лучей и упрощённое шитьё вокруг технического знака.
Дополнительно категория служащего указывалась на петлицах, располагавшихся на воротнике кителя, специальными металлическими золотистыми лычками (две — старший начсостав, одна — средний начсостав, без лычек — младший начсостав) — как и в 1973 г. Лычки крепились под металлическим техническим знаком. Встречались (у старшего начсостава) петлицы целиком вышитые шёлком и канителью (техзнак, кант, лычки). Высший начсостав вместо петлиц на воротниках пиджаков носил специальное шитьё золотой канители, имитирующее лавровый лист; высшему руководству МПС на воротник кителя полагалось золочёное шитьё в виде 4-х дубовых листьев. Всему высшему начсоставу на воротник пиджака полагался зелёный кант.
Для ношения без пиджака в жаркое время на рубашку были установлены погоны (наплечные знаки), почти не изменившиеся с 1973 г. Должностная категория определялась звёздочками и угольниками внизу погона. В приказе цвет звёздочек определялся как золотистый, также сохранившись с 1973 г. Высший начсостав с этим проблем не имел — на его погонах звезды вышивались вместе с галуном. Относительно же старшего и среднего начсостава кино- фотодокументы, а также живые свидетели указывают, что очень часто на их погоны крепились белые звёздочки, аналогичные нарукавным. В этом нет ничего удивительного. Во-первых, Правила ношения формы в гражданских организациях всегда соблюдаются с меньшей строгостью, особенно «далеко от начальства» — в депо, на локомотивах и т. д. Во-вторых, данный факт мог быть связан с элементарным дефицитом золотистых звёзд в магазинах МПС при отсутствии ларьков Военторга.
Специфика ношения формы
Все нововведения были автоматически распространены и на работников метрополитенов в городах СССР, однако с небольшими поправками: так зимнее пальто полагалась только работникам открытых участков и т. д.
Некоторым работникам железнодорожного транспорта предоставлялась скидка со стоимости форменной одежды: лицам старшего и среднего начальствующего состава, должностные оклады которых не превышали 110 руб. в месяц, — в размере 20 % стоимости, лицам рядового и младшего начальствующего состава, получающим бесплатную спецодежду, — в размере 40 % стоимости, не получающим бесплатной спецодежды — 50 % стоимости. Лицам младшего начальствующего и рядового состава предоставлялась рассрочка оплаты стоимости форменной одежды на срок носки, остальным работникам — на один год.
Часть предметов формы не выдавалась, а приобреталась сотрудниками за свой счет.
Запрещалось смешивать летнюю форменную одежду с зимней или с другой неформенной одеждой, изменять цвет, фасон и покрой форменной одежды, а также носить неустановленные головные уборы и знаки различия. Однако сохранилась практика (как показывают кино- и фотодокументы) донашивания старых предметов обмундирования с новыми знаками различия, а также многочисленные отступления от установленной формы — ношение пиджаков без галстуков или вообще с гражданскими сорочками, тельняшками, джемперами и свитерами, использование фуражек с вынутой пружиной, с филигранью вместо лакированного ремешка для младшего начсостава или вообще со снятыми ремешками — такие отступления в повседневной форме часто позволяли себе работники локомотивных бригад, вагонной службы, пути или диспетчеры на отдалённых станциях, а также проводники пассажирских поездов регионального сообщения.
Среди сотрудников метрополитена г. Москвы нередким было использование в целях экономии даже пиджаков школьной формы для старших классов (с железнодорожной гарнитурой), подходящих по размеру и комплекции, пусть и отличных по цвету, но более экономичных и дешёвых.
Весьма свободным было для рядового и младшего начсостава ношение кокард и эмблем, а также петлиц. Железнодорожники часто донашивали старые (формально отменённые) нарукавные знаки. Встречались случаи перешивания кителей и брюк в соответствии с модой — расклешением штанин или заужением пиджаков в рукавах и талии, ношение форменных пиджаков с гражданскими брюками и юбками — особенно среди молодых сотрудников, а также учащимися железнодорожных училищ и вузов. Указанная практика оказалась очень живуча, несмотря на то, что Правилами запрещалось смешивание при ношении форменных и неформенных предметов.

### Знаки различия для студентов высших учебных заведений и учащихся средних специальных учебных заведений МПС
Знаками различия служили нарукавные знаки. Поле нарукавных знаков — из той же ткани, что и одежда, на которую они нашивались. На пятиугольнике в окантовке зелёного цвета находились у студентов высших учебных заведений — жёлтый технический знак, а у учащихся средних специальных учебных заведений — серебристый техническим знак в венке; над венком эмблема железнодорожного транспорта и в нижней части венка надпись «МПС».
В верхней части знака студентам вузов полагались — желтые углы, а учащимся средних специальных учебных заведений — серебристые углы острием вверх, шириной 5 мм, числом от одного до пяти — в зависимости от курса, на котором обучается студент или учащийся.
Знаки различия нашивались на левом рукаве пальто, пиджака и жакета вершиной вверх на расстоянии 120 мм от верхней точки рукава.

### Таблица:Знаки различия служащих МПС СССР образца 1979 г.
а) На китель
|                 | Высшее руководство МПС СССР | Высшее руководство МПС СССР | Высшее руководство МПС СССР | Высший начальствующий состав | Высший начальствующий состав | Высший начальствующий состав | Высший начальствующий состав | Старший начальствующий состав | Старший начальствующий состав | Старший начальствующий состав | Старший начальствующий состав |
| --------------- | --------------------------- | --------------------------- | --------------------------- | ---------------------------- | ---------------------------- | ---------------------------- | ---------------------------- | ----------------------------- | ----------------------------- | ----------------------------- | ----------------------------- |
| Нарукавный знак | знак мпс 1979               | знак мпс 1979               | знак мпс 1979               | знак различия мпс 1979       | знак различия мпс 1979       | знак различия мпс 1979       | знак различия мпс 1979       | знак различия мпс 1979        | знак различия мпс 1979        | знак различия мпс 1979        | знак различия мпс 1979        |

|                 | Средний начальствующий состав | Средний начальствующий состав | Средний начальствующий состав | Средний начальствующий состав | Младший начальствующий состав*) | Рядовой состав |
| --------------- | ----------------------------- | ----------------------------- | ----------------------------- | ----------------------------- | ------------------------------- | -------------- |
| Нарукавный знак | знак различия мпс 1979        | знак различия мпс 1979        | знак различия мпс 1979        | знак различия мпс 1979        | знак мпс 1979                   | знак мпс 1979  |

```
*) На комплекте плакатов "Знаки различия работников железнодорожного транспорта"
[
14
]
 показан 
только
 крайний левый знак.
```

|                 | Студенты высших учебных заведений МПС СССР | Студенты высших учебных заведений МПС СССР | Студенты высших учебных заведений МПС СССР | Студенты высших учебных заведений МПС СССР | Студенты высших учебных заведений МПС СССР | Учащиеся средних специальных заведений МПС СССР | Учащиеся средних специальных заведений МПС СССР | Учащиеся средних специальных заведений МПС СССР |
| --------------- | ------------------------------------------ | ------------------------------------------ | ------------------------------------------ | ------------------------------------------ | ------------------------------------------ | ----------------------------------------------- | ----------------------------------------------- | ----------------------------------------------- |
| Нарукавный знак | н/з мпс 1979                               | н/з мпс 1979                               | н/з мпс 1979                               | н/з мпс 1979                               | н/з мпс 1979                               | н/з мпс 1979                                    | н/з мпс 1979                                    | н/з мпс 1979                                    |

|         | Высший начальствующий состав*) | Высший начальствующий состав*) | Высший начальствующий состав*) | Высший начальствующий состав*) | Высший начальствующий состав*) | Старший начальствующий состав | Средний начальствующий состав | Младший начальствующий состав | Рядовой состав**) |
| ------- | ------------------------------ | ------------------------------ | ------------------------------ | ------------------------------ | ------------------------------ | ----------------------------- | ----------------------------- | ----------------------------- | ----------------- |
| Петлицы | петлицы мпс 1979               | петлица 1979                   | петлица мпс                    | петлица мпс                    | петлица мпс                    | петлицы мпс 1979              | Петлица мпс ссср 79           | петлицы мпс 1979              | петлицы мпс 1979  |

```
*) 
Шитьё на иллюстрации (реконструкция вариантов) может незначительно отличаться от установленного.

**) 
Для летнего  кителя.
```

б) На рубашку (сорочку)
|                           | Высший начальствующий состав | Высший начальствующий состав | Высший начальствующий состав | Высший начальствующий состав | Старший начальствующий состав*) | Старший начальствующий состав*) | Старший начальствующий состав*) | Старший начальствующий состав*) | Средний начальствующий состав*) | Средний начальствующий состав*) | Средний начальствующий состав*) | Средний начальствующий состав*) | Младший начальствующий состав**) | Рядовой состав       |
| ------------------------- | ---------------------------- | ---------------------------- | ---------------------------- | ---------------------------- | ------------------------------- | ------------------------------- | ------------------------------- | ------------------------------- | ------------------------------- | ------------------------------- | ------------------------------- | ------------------------------- | -------------------------------- | -------------------- |
| Наплеч- ный знак (погоны) | погоны 1973 мпс ссср         | погоны 1973 мпс ссср         | погоны 1973 мпс ссср         | погоны 1973 мпс ссср         | погоны 1973 мпс ссср            | погоны 1973 мпс ссср            | погоны 1973 мпс ссср            | погоны 1973 мпс ссср            | погоны 1973 мпс ссср            | погоны 1973 мпс ссср            | погоны 1973 мпс ссср            | погоны 1973 мпс ссср            | погоны 1973 мпс ссср             | погоны 1973 мпс ссср |

```
*) 
Здесь показан неустановленный (но фактически распространённый) вариант знаков различия.

**) 
ПоказанО на комплекте плакатов "Знаки различия работников железнодорожного транспорта"
[
14
]
.
```

## Железнодорожная форма МПС СССР образца 1985 года
Новая форма была введена приказом МПС СССР № 13 Ц от 19 марта 1985 г., подписанным новым Министром путей сообщения Н. С. Конаревым. Этим приказом вводился и упорядочивался перечень и вид предметов форменной железнодорожников, а также новые знаки различия. Главным нововведением стала замена основного цвета формы с чёрного на тёмно-синий и (судя по всему, временная) замена двубортных пиджаков высшего начсостава однобортными.
Форменная одежда включала в себя следующие предметы:
- двубортное пальто из тёмно-синей ткани;
- костюм, состоящий из однобортного пиджака и брюк — тёмно-синего и светло-серого цвета;
- плащ с открытыми лацканами (для старшего, среднего и высшего начсостава);
- сорочка (серого, голубого или белого цвета);
- фуражка установленного образца с синей или светло-серой тульей (пилотка (или — берет установленного цвета) для женщин);
- шапка-ушанка из серого каракуля — для высшего состава, из чёрного каракуля — для старшего и среднего составов, из цигейки или искусственного меха чёрного цвета — для остальных категорий работников; верх шапки — из чёрного сукна.
- обувь чёрного цвета;
- галстук в тон костюму.

На летний период всем категориям начальствующего и рядового состава разрешалось ношение форменного костюма модели «куртка и брюки» из полушерстяной камвольной ткани тёмно-синего цвета: для мужчин — куртка и брюки, для женщин — куртка и юбка. Костюм подразделялся на две категории: для высшего начальствующего состава и для остальных работников.
На одежде (пальто, пиджак, куртка, плащ, сорочка) обязательно носились знаки различия и отличия, включающие:
- наплечные знаки — погоны установленной формы со знаками различия (на сорочке, в цвет её тона);
- геральдический знак — эмблема железной дороги золотого цвета — на тулье фуражки и на правой стороне пиджака и сорочки;
- петлицы (на воротнике пиджака — чёрные или серые, в цвет тона пиджака) с технической эмблемой и металлической окантовкой золотого цвета, с золотистыми лычками по категориям; у высшего начсостава — специальное шитьё;
- нарукавный знак (шеврон) на рукава пиджака: шестиугольник с золочёной технической эмблемой (старший и средний начсостав);
- нарукавные знаки различия (старший и средний начсостав — на оба рукава, внизу рукава; для рядового и мл. состава — на левый рукав, на локтевом сгибе);
- кокарда на головной убор, с эмблемой — на тулью фуражки;
- форменные пуговицы золотого цвета с технической эмблемой и бортиком.

Сами знаки различия остались без изменений. Нарукавные знаки среднего и старшего начсостава, как правило, изготовлялись из ПВХ. Изменился рисунок эмблемы на нарукавном знаке младшего начсостава.
Сохранились и погоны («наплечные знаки») к рубашкам. На наплечных знаках располагался технический знак и знаки различия, соответствующие занимаемой должности, состоящие из звёздочек и галунных (полимерных) полос. В приказе установлено ношение на погонах золотистых звёздочек, однако на практике широко использовались серебряные — аналогичные нарукавным знакам. Ношение технического знака по приказу предполагалось только младшим начальствующим и рядовым составом, однако на практике их можно было увидеть на погонах и более высоких категорий. Наплечные знаки старшего, среднего и рядового состава представляют собой четырёхугольник с закруглённым верхним концом — для младшего начальствующего состава с углом зелёного цвета внизу погона, погоны рядового состава никаких знаков не несли.
Нарукавный знак (шеврон) для форменной одежды младшего начальствующего и рядового состава располагался на внешней стороне левого рукава форменного костюма, пальто, плаща на расстоянии 120 мм от верхней точки рукава. Он представляет собой пятиугольник из ткани, соответствующей цвету одежды, с закруглённой верхней частью, с окантовкой зелёного цвета. В центральной части поля пятиугольника расположен технический знак в венке из лавровых листьев и эмблема железнодорожного транспорта, наложенная в верхнюю часть венка. В нижней части венка -изображение ленты с тиснёной надписью «МПС» или «Метро». Технический знак, венок, эмблема и лента с надписью выполнялись жёлтым цветом из полимеров.
Пуговицы для форменной одежды работников железнодорожного транспорта общего пользования имеют золотистый цвет. На пуговицах для высшего начальствующего состава рельефно изображается Государственный герб СССР, для старшего, среднего, младшего начальствующего и рядового состава — технический знак.
Форма одежды учащихся средних и высших учебных заведений осталась прежней — с заменой основного цвета на тёмно-синий.
Все нововведения были автоматически распространены и на работников метрополитенов в городах СССР, однако с небольшими поправками: так зимнее пальто полагалась только работникам открытых участков и т. д.
Данная форма просуществовала до 1995 г.

### Форменная одежда для студентов дневного обучения высших учебных заведений железнодорожного транспорта
Тем же Приказом № 113Ц от 19 марта 1985 года установлена новая форма одежды для студентов вузов ЖТ МПС СССР.
Общий цвет форменной одежды — темно-синий. Пуговицы — золотистого цвета с изображением технического знака.
Форма для мужчин включала:
- Пиджак — однобортный с двумя боковыми накладными карманами, прямыми лацканами, борта закругленной формы.
- Брюки — навыпуск, без манжет.
- Жилет — прилегающего силуэта, однобортный с двумя боковыми карманами с листочками.
- Фуражка установленного образца с чёрным околышем, синей тульей и зелеными кантами, с лакированным ремешком, кокардой с эмблемой и железнодорожной эмблемой на тулье.

Форменный костюм для женщин включал:
- Жакет — полуприлегающий, однобортный, с двумя накладными боковыми карманами, с маленьким воротником под петлицы и лацканами.
- Юбка — расширенная книзу, с тремя односторонними складками на переднем полотнище.
- Жилет — прилегающего силуэта, однобортный, с двумя боковыми карманами с листочками.

#### Знаки различия для студентов
Знаками различия служили петлицы размером 60×30 мм, с кантом золотистого цвета, которые нашивались на воротник пиджака или жакета. На петлицах прикреплялись металлические римские цифры (I, II, III, IV, V) золотистого цвета, высотой 12 мм, обозначающие курс (год обучения) студента; верхней части — металлический технический знак золотистого цвета.
В летнее время на сорочке или блузе установлены нарукавные знаки в виде закругленного снизу четырёхугольника шириной 70 и высотой 77 мм, изготавливающегося из плотного материала цвета сорочки или блузки. Поле нарукавного знака разделялось на две части окантовкой жёлтого цвета; в верхней части поля нарукавного знака (прямоугольник размером 60 х 22 мм) золотистым цветом наносилось наименование высшего учебного заведения; в нижней части поля (закругленный снизу четырёхугольник размером 60 х 42 мм) располагались золотистого цвета эмблема железнодорожного транспорта с размером колеса 8×5 мм и длиной 30 мм, а также ниже её на 10 мм римская цифра (I, II, III, IV, V) высотой 12 мм, указывающая курс (год обучения) студента.
Нарукавный знак нашивался на левом рукаве сорочки (блузки). Расстояние между верхним краем нарукавного знака и верхней точкой рукава — 120 мм.
На погонах (наплечных знаках) к сорочке (рубашке) ниже технического знака также располагались золотистого цвета римские цифры (I, II, III, IV, V) высотой 12 мм, указывающие курс (год обучения).

#### Нагрудный значок
Для всех студентов вузов ЖТ МПС было установлено установлено ношение специальных нагрудных знаков (не путать со знаком за окончание вуза). Нагрудный значок крепился на правой стороне пиджака или жакета, ниже эмблемы железнодорожною транспорта. Он представлял собой металлический ромб размерами: по высоте 32, по ширине 16 мм, на темно-синем фоне изображены вверху — горящий факел (символ просвещения), в середине — сокращенное наименование вуза и внизу — технический знак.
Знаки вузов, которым присвоено имя выдающихся государственных деятелей, отличались выпуклой красной лентой шириной 2 мм с золотистой окантовкой ниже наименования института; на ленте — имя государственного деятеля, нанесенное буквами золотистого цвета, высотой 1 мм. В нижней части располагался технический знак (молот и ключ) золотистого цвета, размером 4 мм. Окантовка значка шириной 1 мм, золотистого цвета.
Таблица: Элементы униформы МПС образца 1985 г.
|                                         | Петлицы высшего начальствующего состава*) | Петлицы высшего начальствующего состава*) | Петлицы высшего начальствующего состава*) | Нарукавный знак старшего н/с*) | Нарукавный знак среднего н/с*) | Нарукавный знак рядового состава | Петлица студентов вузов ЖТ МПС | Погон студентов вузов ЖТ МПС   |
| --------------------------------------- | ----------------------------------------- | ----------------------------------------- | ----------------------------------------- | ------------------------------ | ------------------------------ | -------------------------------- | ------------------------------ | ------------------------------ |
| Изменения в знаках различия с 1985 года | знак вс 1985                              | петлица мпс                               | петлица мпс                               | знак мпс 1985                  | знак мпс 1985                  | знак мпс 1985                    | петлица студентов вузов ЖТ МПС | петлица студентов вузов ЖТ МПС |

```
*) 
Показанные здесь варианты знаков использовались наравне с приведёнными в предыдущей таблице.
```

### Таблица. Кокарды МПС СССР 1963—1994.
|           | 1963*         | 1963*         | 1973          | 1979          | 1979**        |
| --------- | ------------- | ------------- | ------------- | ------------- | ------------- |
| На тулью  | знак вс 1985  | знак мпс 1985 | знак мпс 1985 | знак мпс 1985 | знак мпс 1985 |
| На околыш | знак мпс 1985 | знак мпс 1985 | знак мпс 1985 | знак мпс 1985 | знак мпс 1985 |

```
*) Железнодорожная эмблема в 1963-1973 гг. положена только сотрудникам МПС СССР, имеющим непосредственное отношение к движению поездов (перевозке пассажиров и грузов) и его техническому обеспечению.
**) Для учащихся средне-специальных учебных заведений.
```

Об униформе Министерств путей сообщения Российской федерации см. Униформа МПС РФ

## Киновоплощения
- Честь (1938)
- Аринка (1939)
- Девушка с характером (1939)
- Поезд идёт на восток (1947)
- Опасные тропы (1954)
- Зелёные огни (1955)
- Девушка без адреса (1957)
- Водил поезда машинист (1961)
- Печки-лавочки (1972)
- Подарки по телефону (1977)
- Тридцать четвёртый скорый (1981)
- Вокзал для двоих (1983)
- Остановился поезд (1983)
- Магистраль (1983)
- Поезд вне расписания (1985)
- Без мундира (1988)

## Галерея

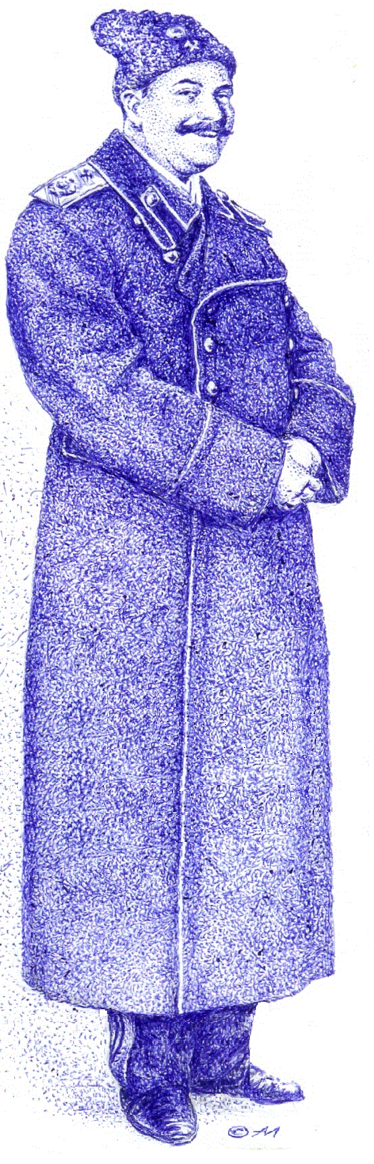
Генерал-директор путей сообщения Л.М.Каганович (Нарком путей сообщения СССР) в зимней форме (Эскиз) 1943.
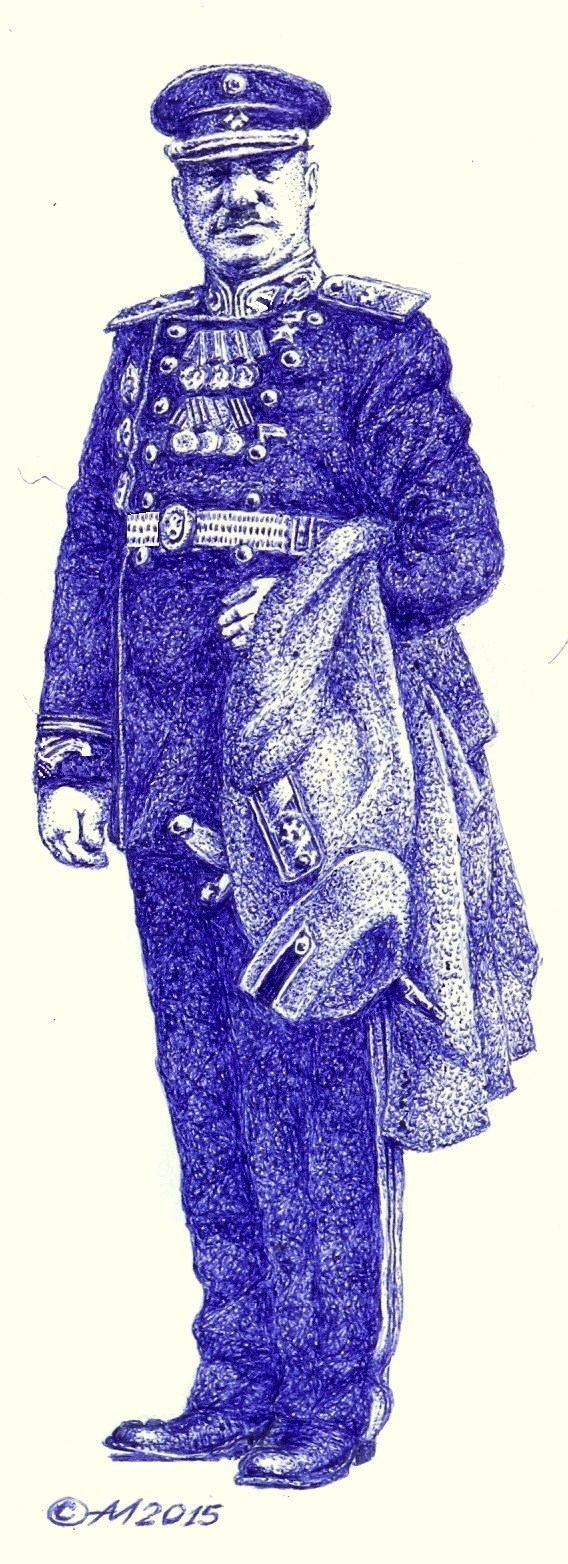
Вице-генерал-директор ПС 1 ранга в парадной форме с летним офицерским пальто. (Эскиз) Вторая пол. 40-х — 1954 г. Шитый «генеральский» пояс был утверждён позже основного мундира.
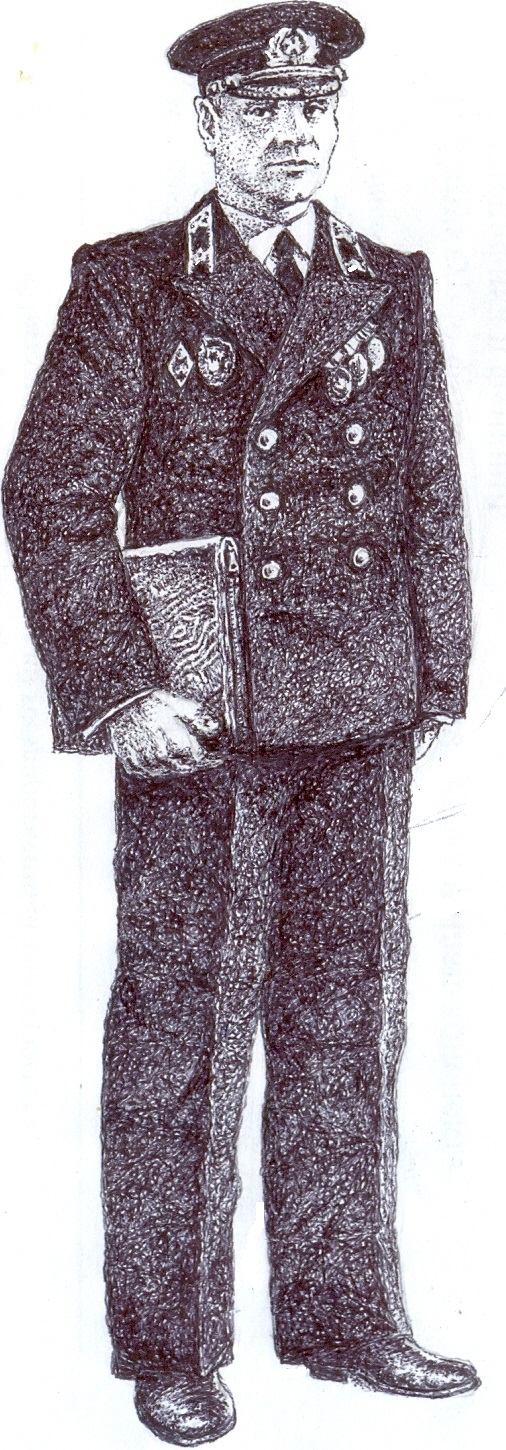
Сотрудник ЦА МПС СССР (высший н-c) в зимней служебной форме 1955-1963.
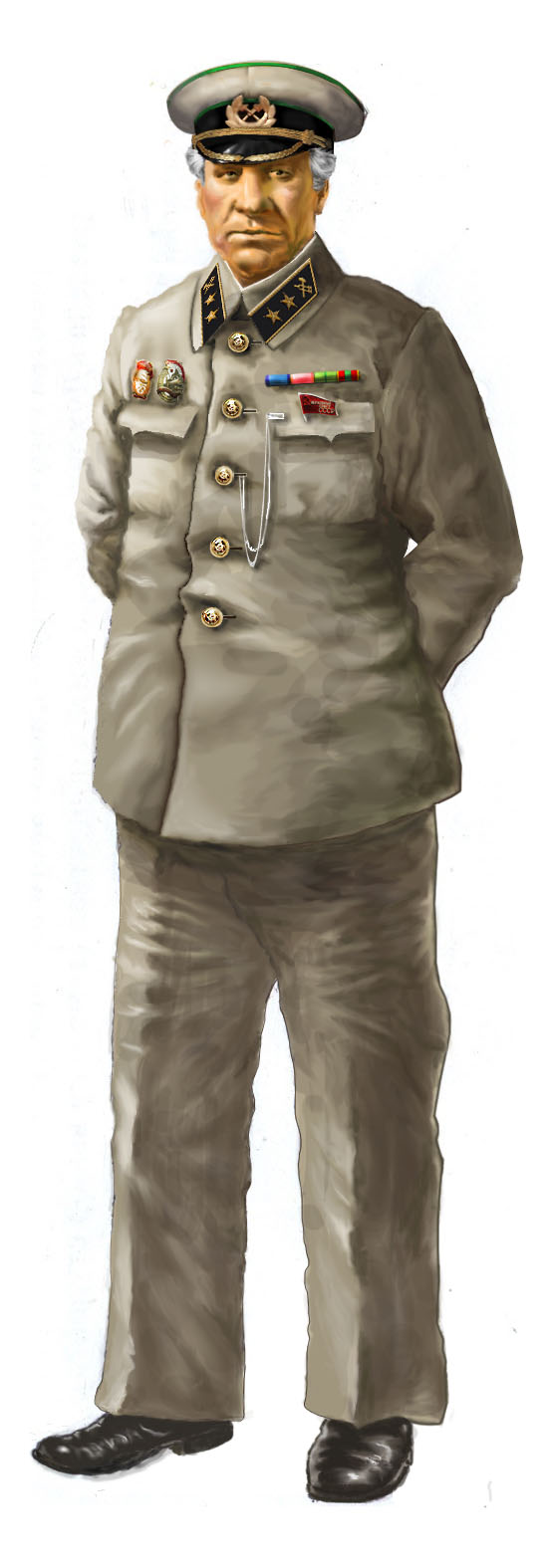
Начальник отделения железной дороги, заместитель Начальника дороги (высший н-с) в летней форме (1955—1963 гг.). Цвет кителя и брюк на практике мог варьироваться к более тёплым тонам по образцу 1943—1955 гг.
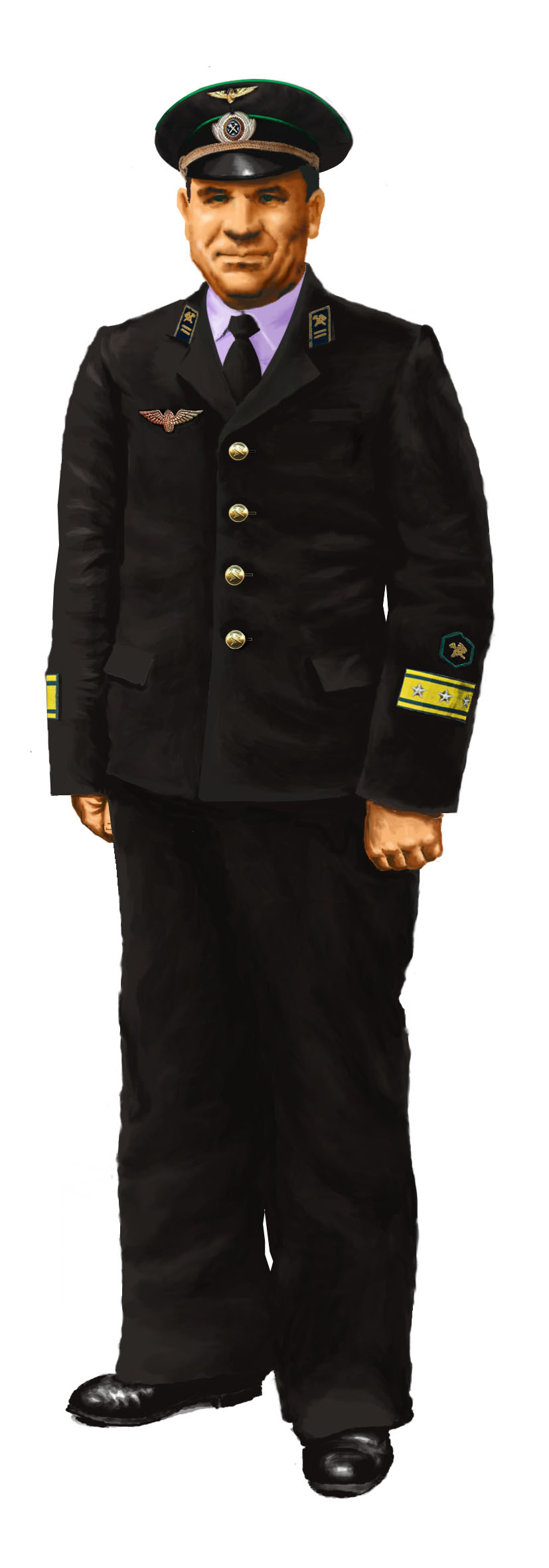
Начальник отдела сигнализации и связи отделения железной дороги (старший н-с) в зимней форме 1979 г. На рисунке не видны малые форменные пуговицы внизу рукавов пиджака-тужурки.
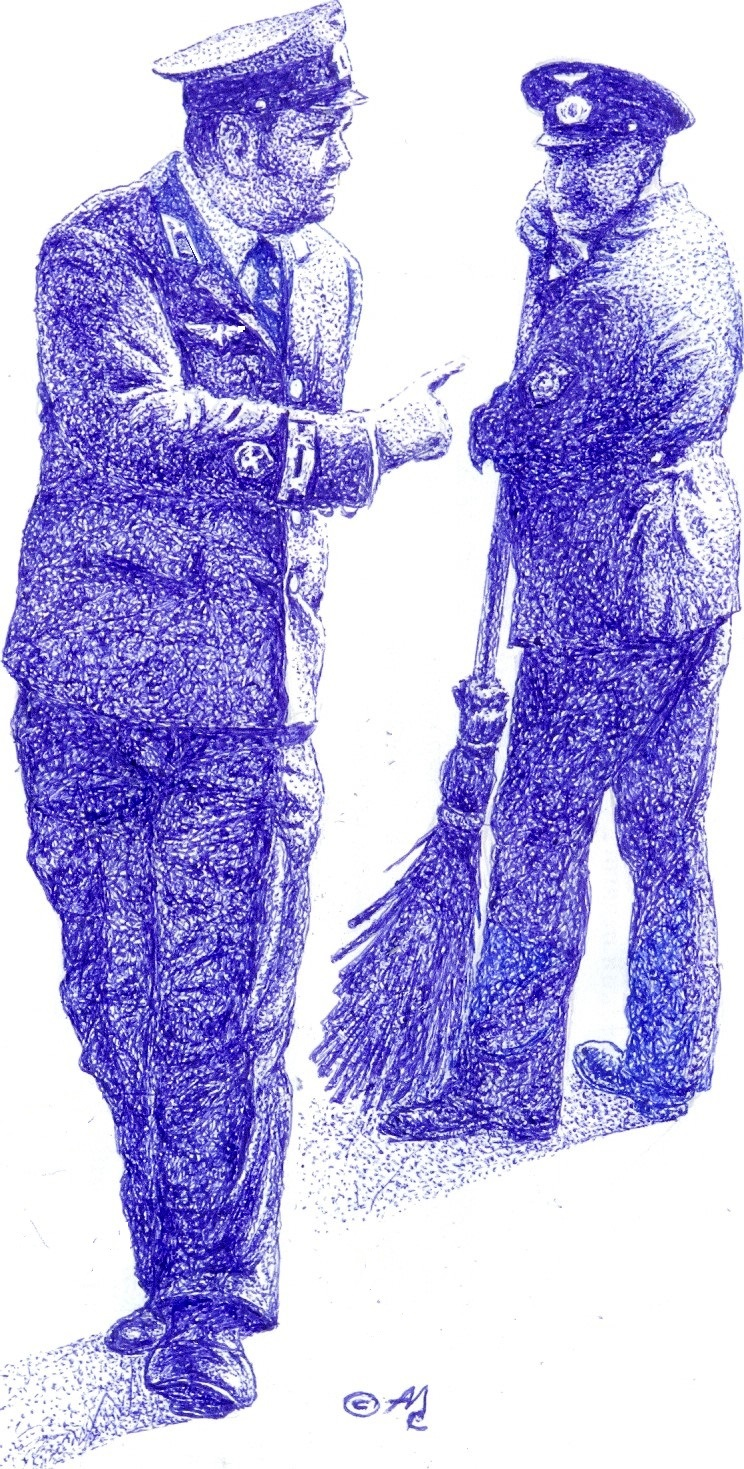
Дежурный по станции в летней форме (средний н-с) и перронный разнорабочий в рабочей форме (рядовой состав). (Эскиз) 1982-1983.
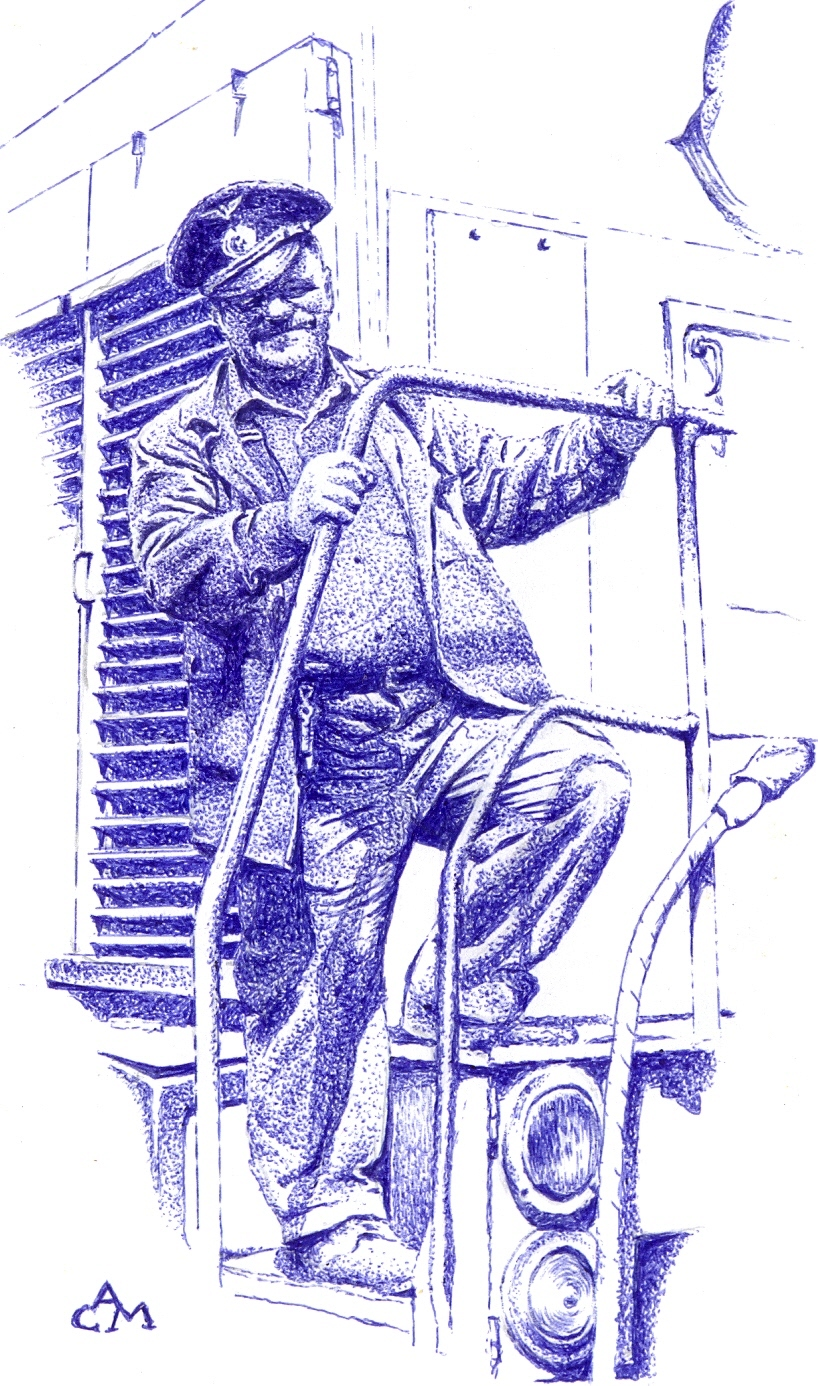
Машинист маневрового локомотива в рабочей форме  (Эскиз) (1979-1994).
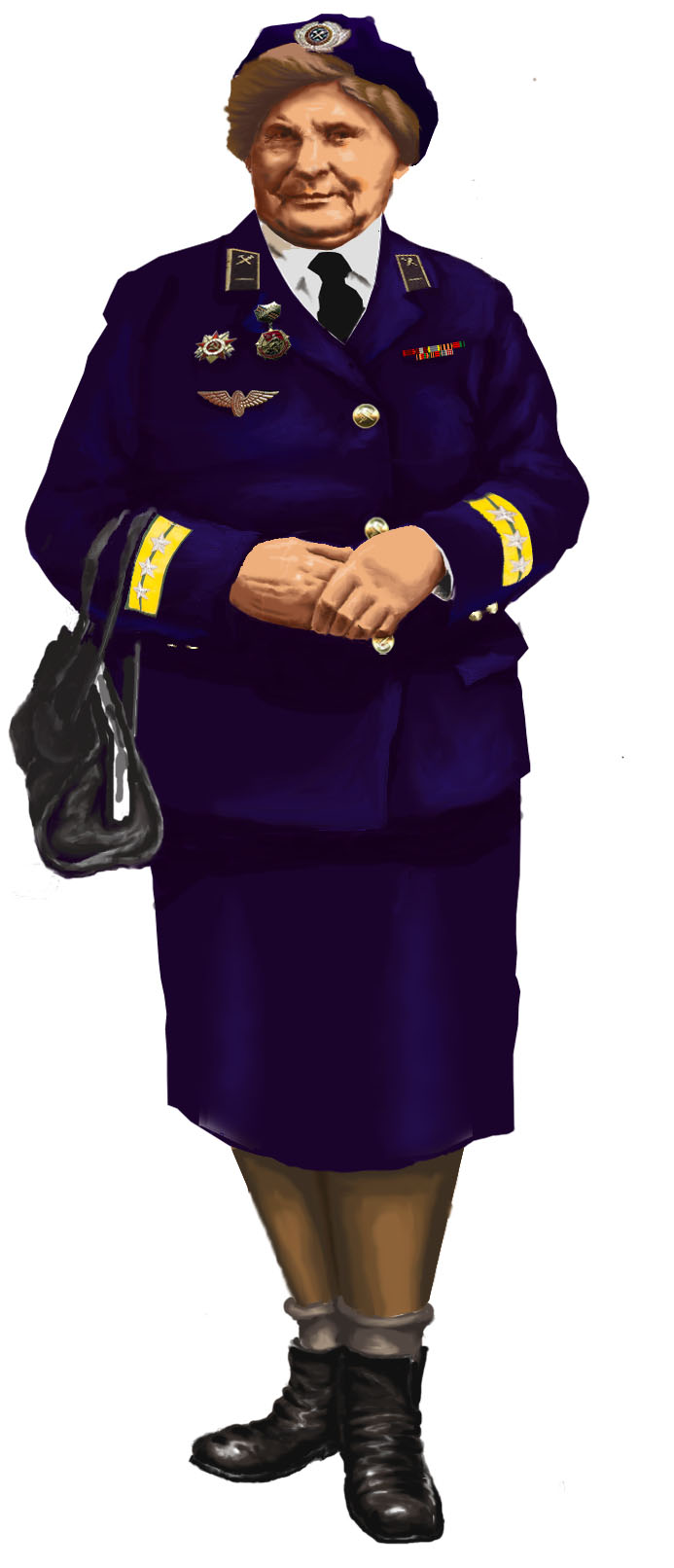
Ревизор пассажирских поездов в зимней форме (средний н-c). Весна 1985 г. Октябрьская ж.д. Белая сорочка вместо серой (голубой) — нерегламентированный праздничный вариант униформы